# Công viên Jan Kochanowski ở Bydgoszcz
Công viên Jan Kochanowski là một khu vực tự nhiên rộng 3,15 ha, nằm ở trung tâm thành phố Bydgoszcz, Ba Lan. Nó là một phần của "Khu âm nhạc ở Bydgoszcz" (tiếng Ba Lan: Dzielnica muzyczna w Bydgoszczy).

## Vị trí
Công viên nằm trong một khu vực được đô thị hóa vào đầu thế kỷ 20. Công viên có khuôn viên hình chữ nhật, với kích thước 120 × 250 m, và được phân định bằng các con đường sau:
- Đường 20 Stycznia 1920;
- Hẻm Adam Mickiewicz;
- Đường Ignacego Paderewskiego;
- Đường Słowackiego.

Do Vị trí gần một số tổ chức âm nhạc (Pomeranian Philharmonic, Nhà hát Ba Lan ở Bydgoszcz, Học viện âm nhạc Bydgoszcz, Nhóm trường âm nhạc), cũng như phòng trưng bày tượng đài của các nhà soạn nhạc, công viên và khuôn viên xung quanh được gọi là Khu âm nhạc ở Bydgoszcz..

## Lịch sử

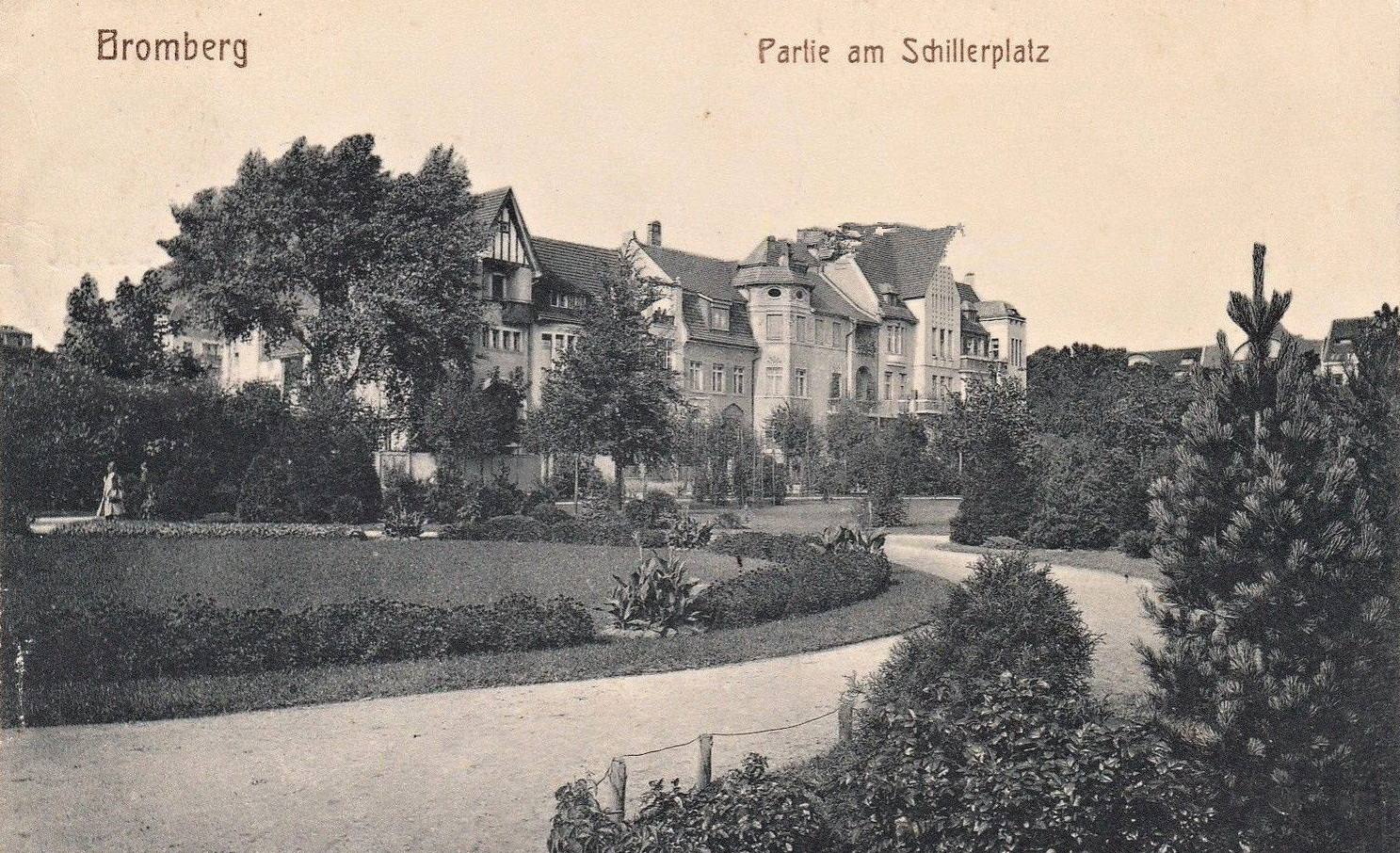
Công viên năm 1913

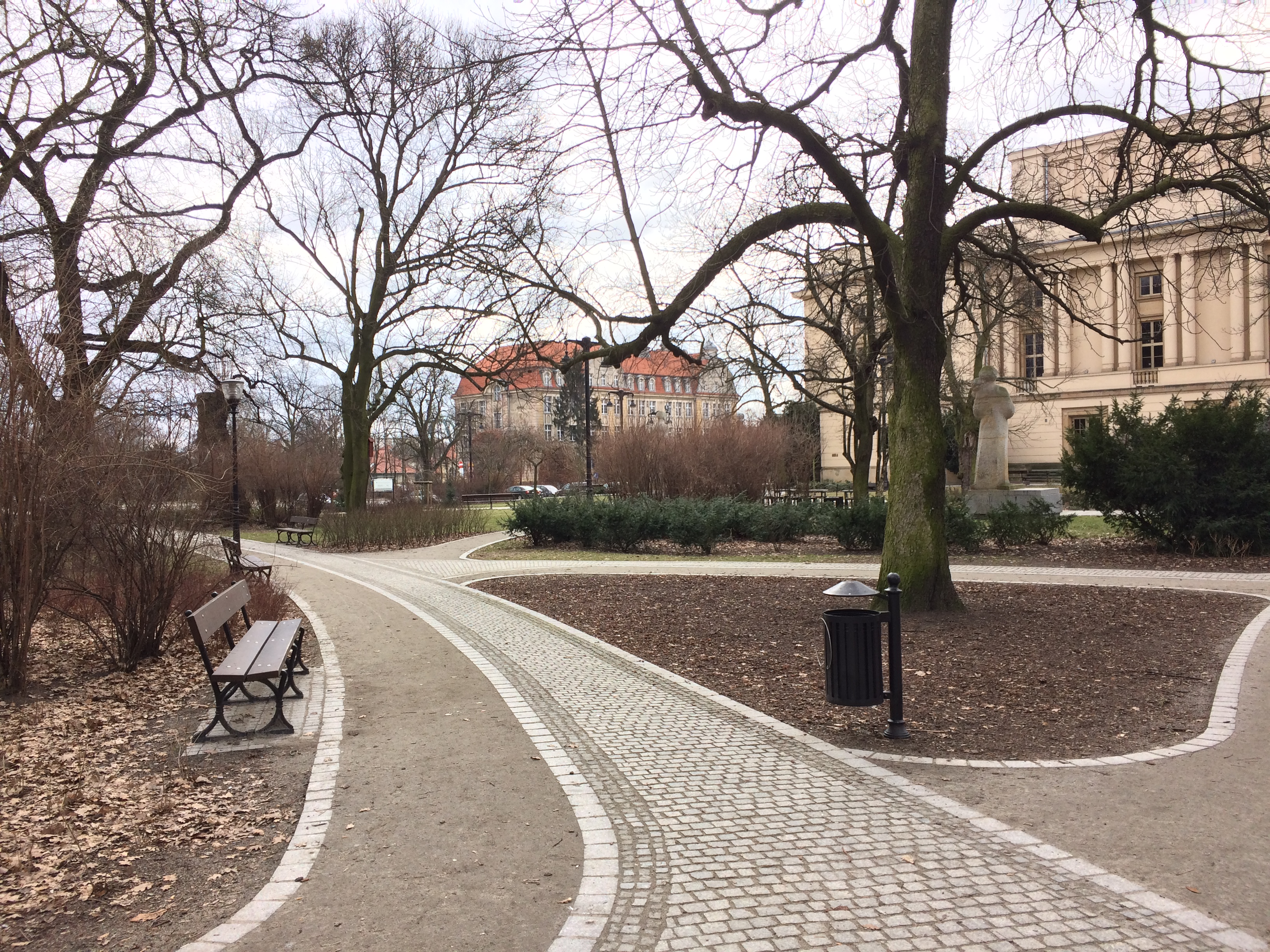
Trường trung học Pomeranian Philharmonic và trường trung học số 6 ở phía xa

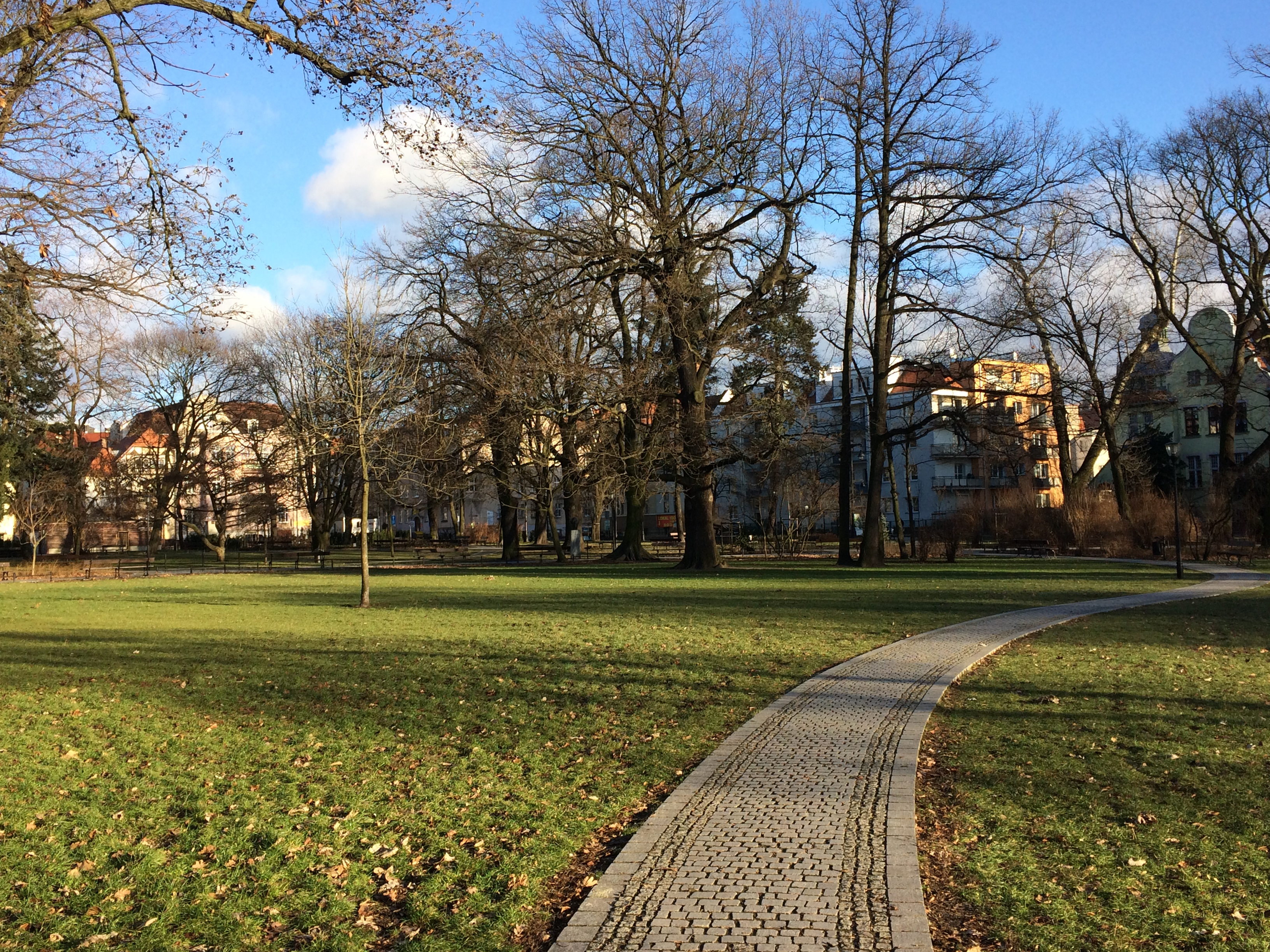
Nhìn từ đường Paderewskiego

Công viên đã được thiết kế bởi Konrad Neumann, khi đó là giám đốc của khu vườn thành phố Bromberg năm 1901; diện tích ban đầu của nó là 2,8 hécta (28.000 m2). Đó là một phần của kế hoạch đô thị được vạch ra vào năm 1903, và được phát triển đến năm 1911  Thiết kế được lấy cảm hứng từ các khu vườn của Anh, với khoảng 80 loài cây và cây cảnh, chủ yếu là các loài bản địa. Lối vào chính được đặt tại Bismark Platz, ngày nay tại ngã ba giữa đường Słowackiego và đường 20 tháng 1 năm 1920. Rìa phía bắc trên Bulöw Straße (Hẻm Adam Mickiewicz) là một bãi cỏ được trồng hoa hồng và cây bụi thấp.
Tên công viên là Jan Kochanowski (1530 -1584), lấy theo tên một nhà thơ nổi tiếng thời Phục hưng Ba Lan.

## Di tích
Công viên Jan Kochanowski nổi bật giữa những khuôn viên xanh khác của thành phố khi trưng bày một số lượng lớn các bức tượng 

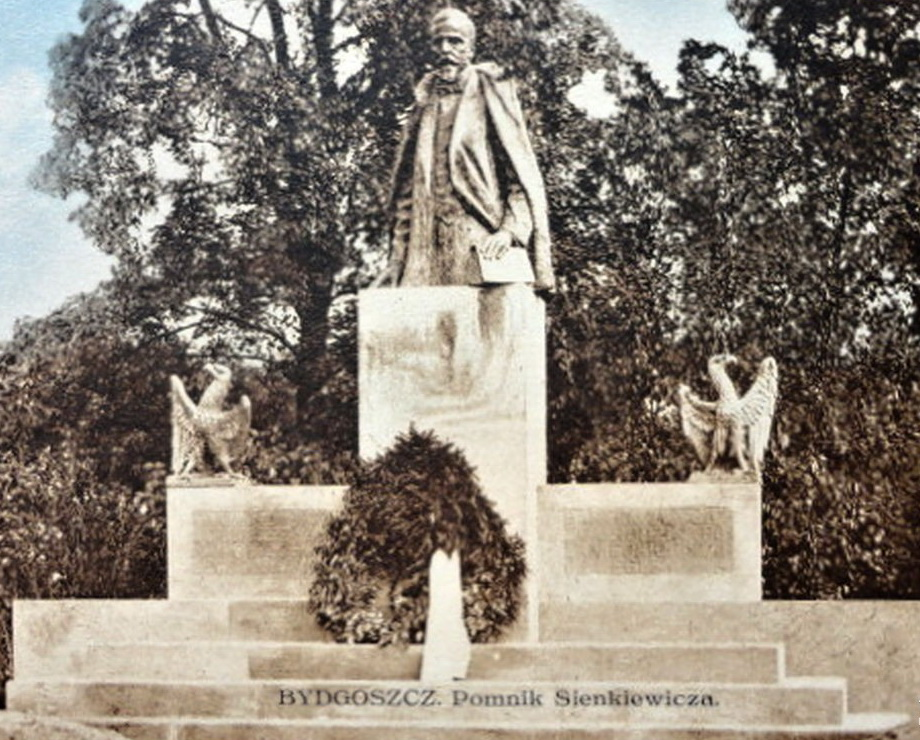
Tượng đài gốc của Konstanty Laszczka ca 1933
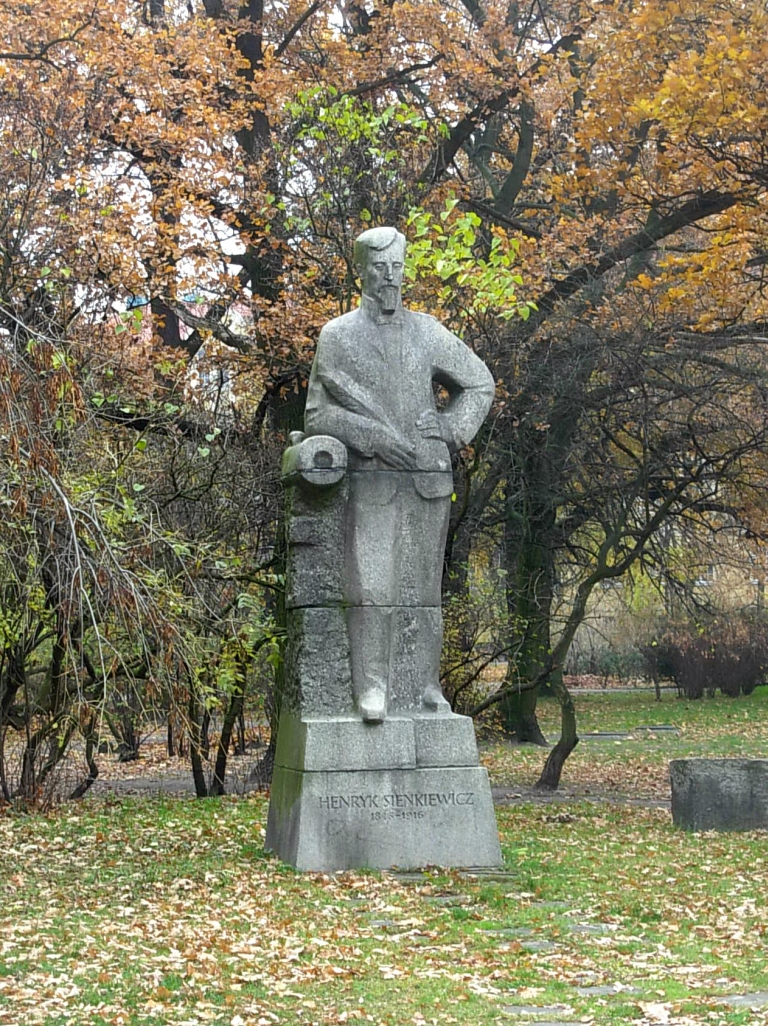
Henryk Sienkiewicz của Stanisław Horno-Popławski

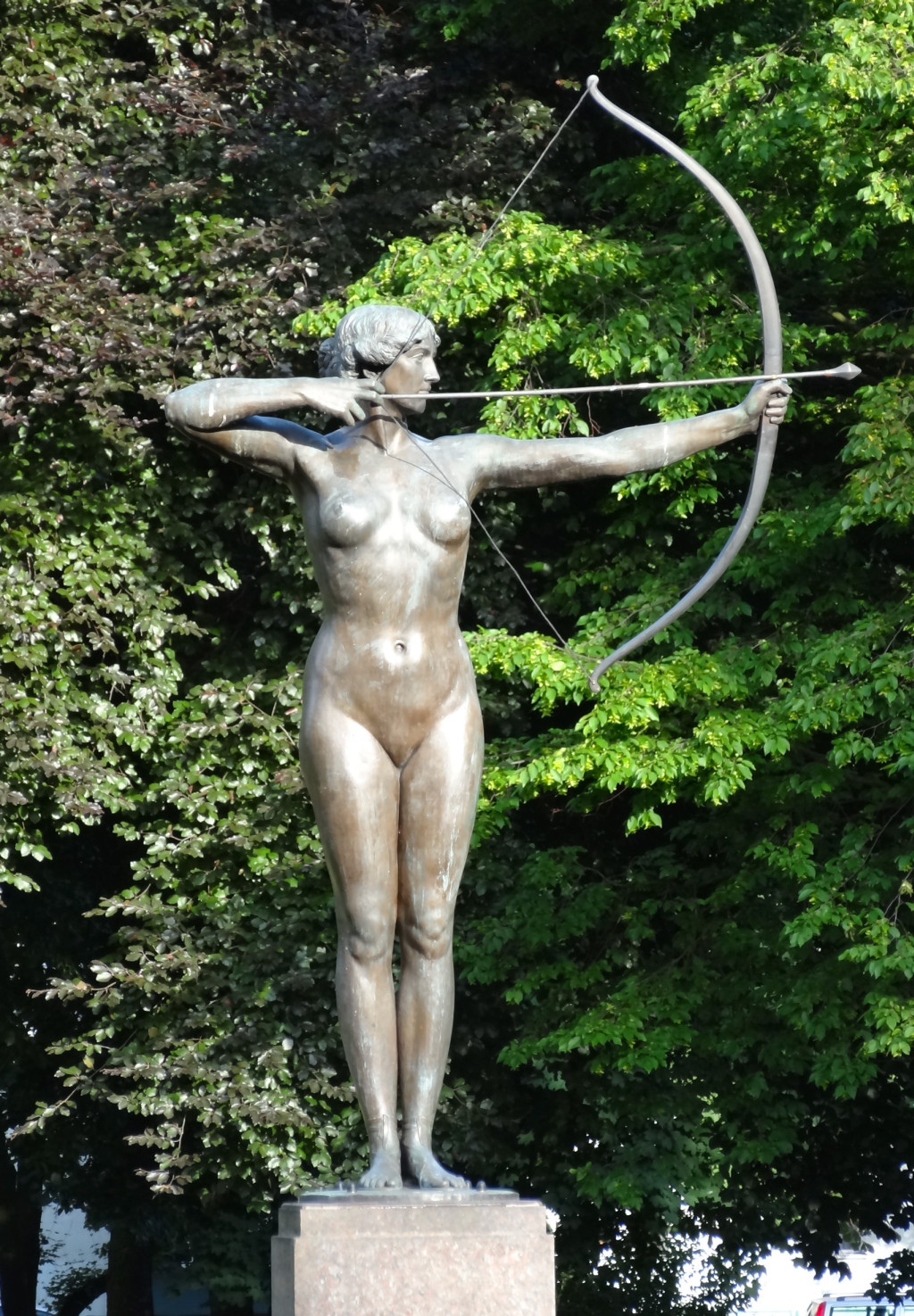
Người bắn cung
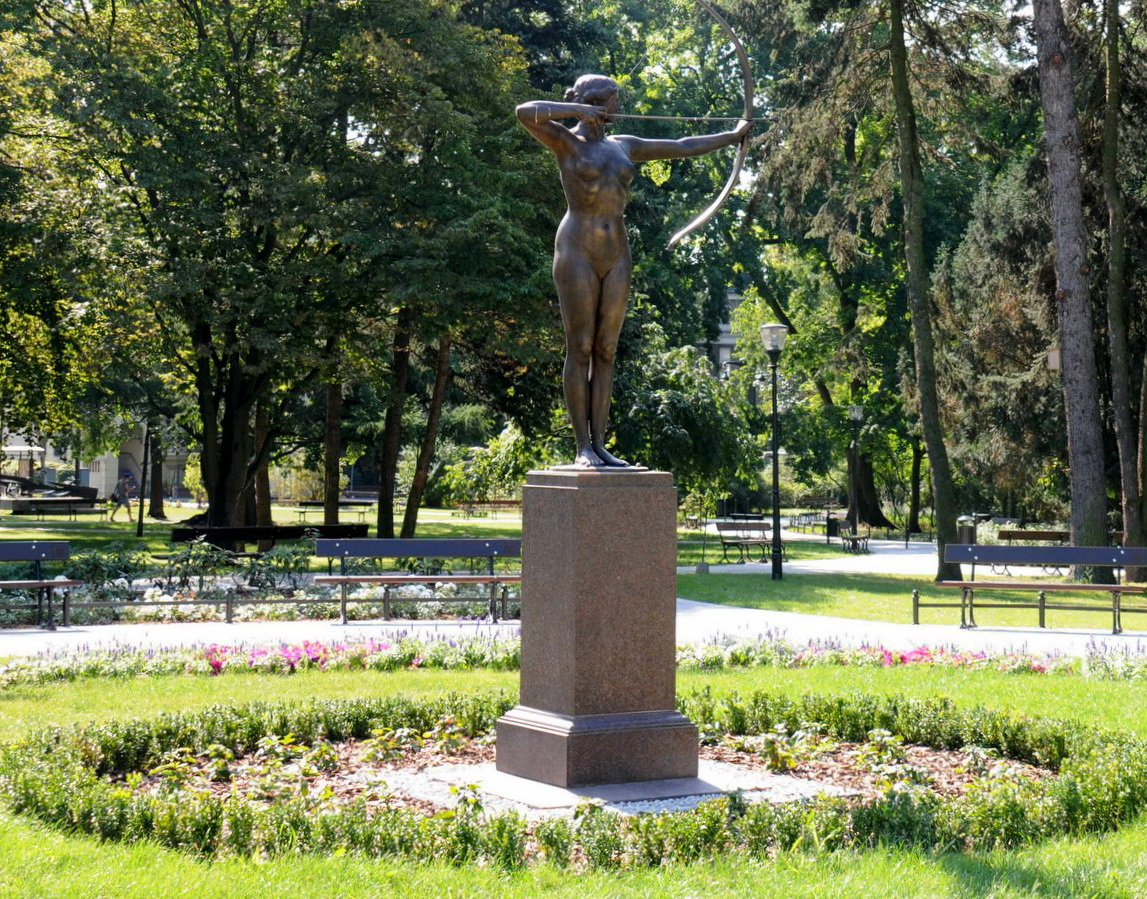
Bức tượng sau khi cải tạo công viên

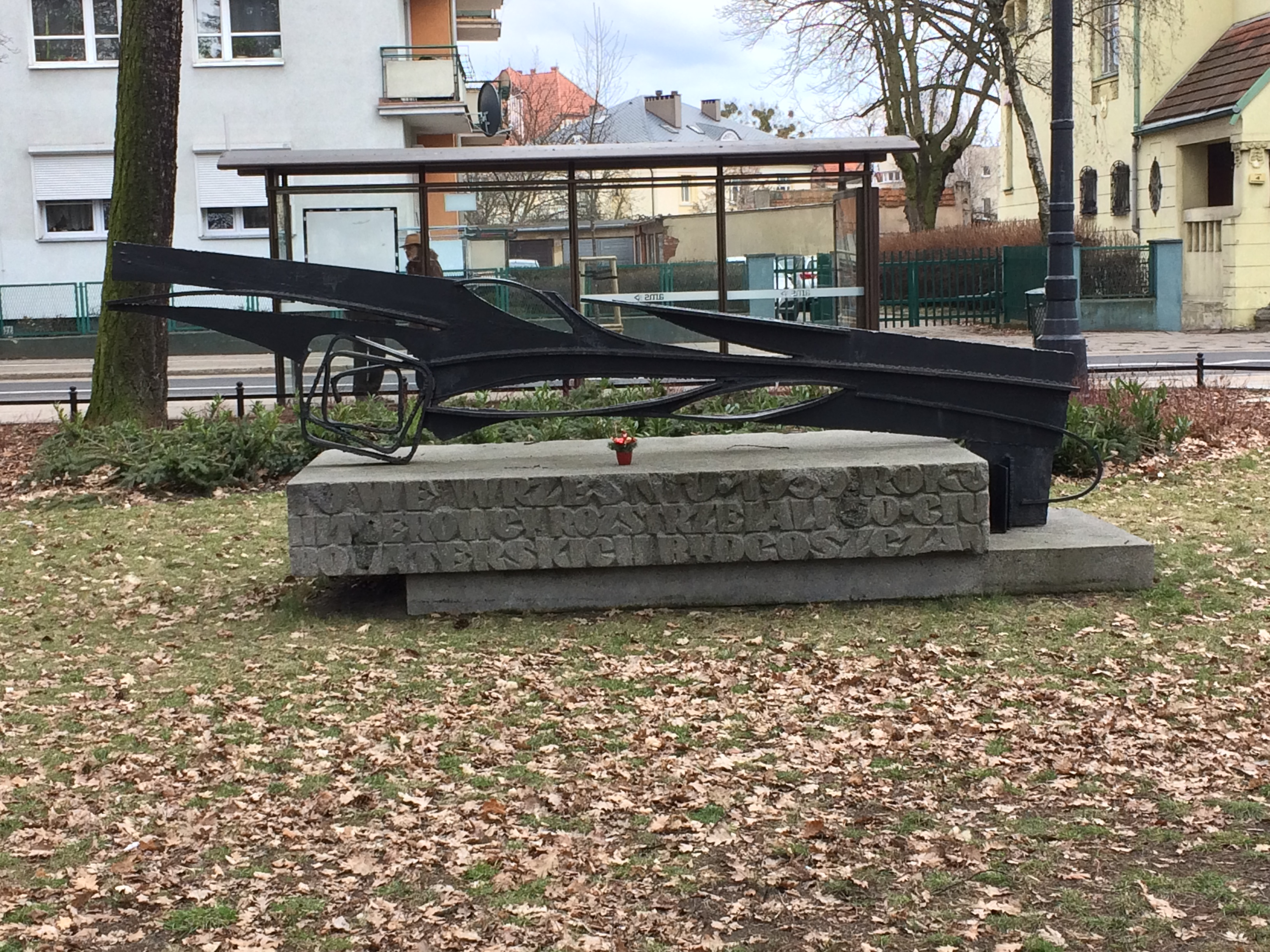
Tượng đài của Józef Makowski

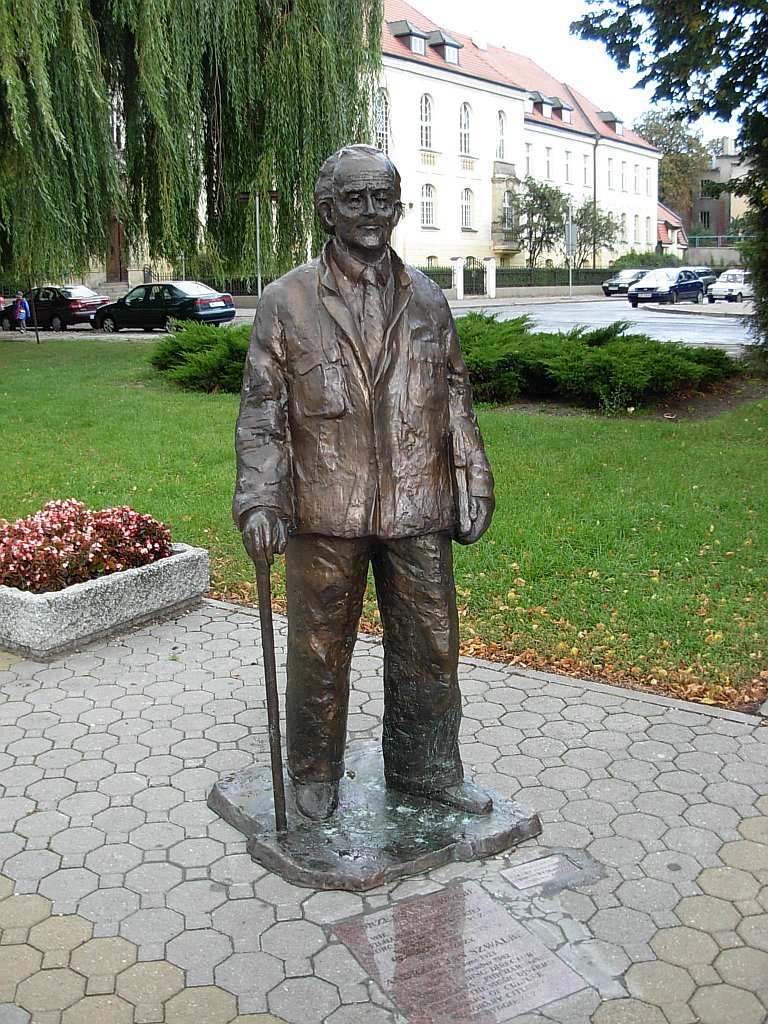
Tượng đài, với tòa nhà Trường âm nhạc ở phía sau

### Phòng trưng bày ngoài trời[3]
Ngoài ra, công viên còn tổ chức trưng bày một bộ sưu tập các tác phẩm điêu khắc ngoài trời về những nhân vật xuất sắc của âm nhạc cổ điển.
Khu trưng bày có 16 tượng đài (10 bức tượng và 6 bức tượng bán thân) của các nhà soạn nhạc và nhạc sĩ tài năng, và được đặt ở đây từ đầu những năm 1970:
- Frédéric Chopin (1810-1849), bức tượng bằng đá của Józef Makowski;
- Ignacy Jan Paderewski (1860-1941), Tượng bằng đá của Józef Makowski;
- Henryk Wieniawski (1835-1880), bức tượng bằng đá của Ewelina & Henryk Szc817-Siwicka từ Toruń;
- Karol Szymanowski (1882-1937), bức tượng bằng đá của Ewelina & Henryk Szc817-Siwicka;
- Karol Kurpiński (1785-1857), bức tượng bằng đồng của Ewelina & Henryk Szc817-Siwicka;
- Stanisław Moniuszko (1819-1872), bức tượng bằng đá của Witold Marciniak từ Toruń;
- Grażyna Bacewicz (1913-1969), bức tượng bằng đá của Ewelina & Henryk Szc817-Siwicka;
- Mieczysław Karłowicz (1876-1909), bức tượng bằng đá của Henryk Rasmus;
- Pyotr Ilyich Tchaikovsky (1840-1893), bức tượng bằng đồng của Ewelina & Henryk Szc817-Siwicka;
- Ludwig van Beethoven (1770-1827), bức tượng bằng đồng của Witold Marciniak;
- Antonín Dvořák (1841-1904), bức tượng bán thân bằng đồng của Witold Marciniak;
- Ludomir Różycki (1884-1953), bức tượng bán thân bằng đồng của Mieczysław Welter từ Warsaw;
- Igor Stravinsky (1882-1971), bức tượng bán thân bằng đồng của Barbara Zbrożyna từ Warsaw;
- Johann Sebastian Bach (1685-1750), bức tượng bán thân bằng đồng của Witold Marciniak;
- Claude Debussy (1862-1918), bức tượng bán thân bằng đồng của Andrzej Kasten từ Warsaw;
- Henryk Mikołaj Górecki (1933-2010), bức tượng bán thân bằng đồng của Ryszard Wojciechowski.

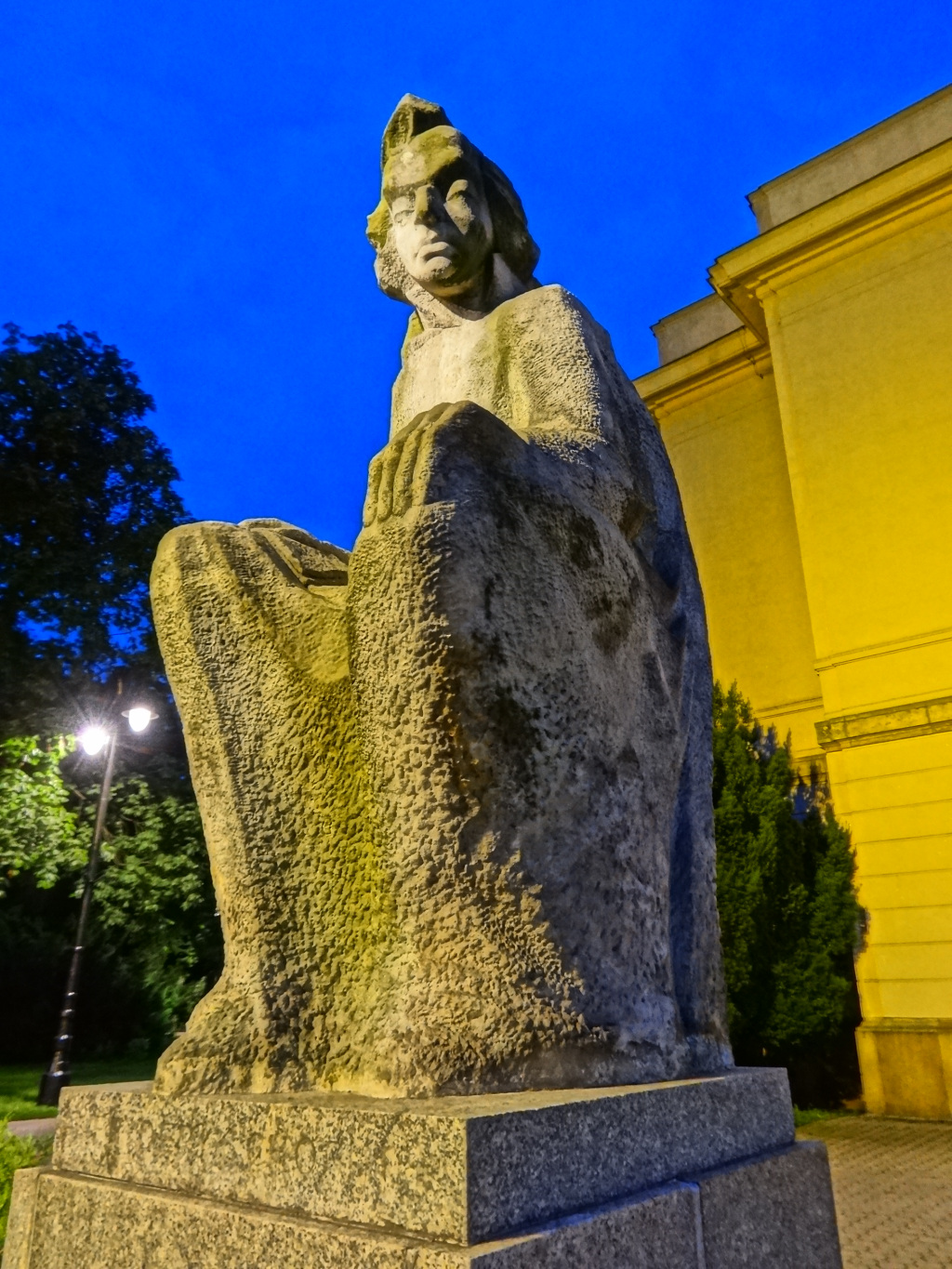
Chopin, Józef Makowski
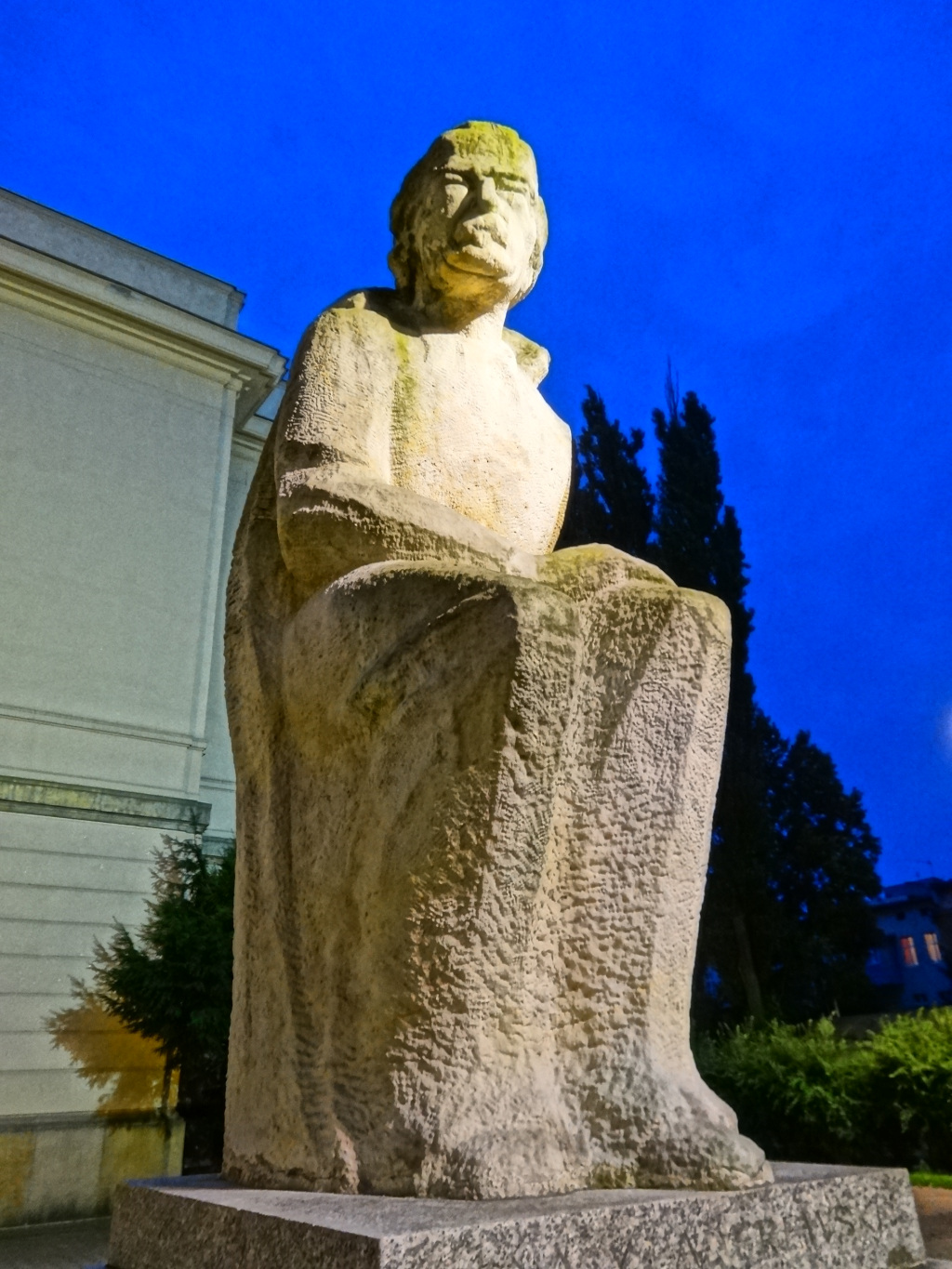
Paderewski, Józef Makowski
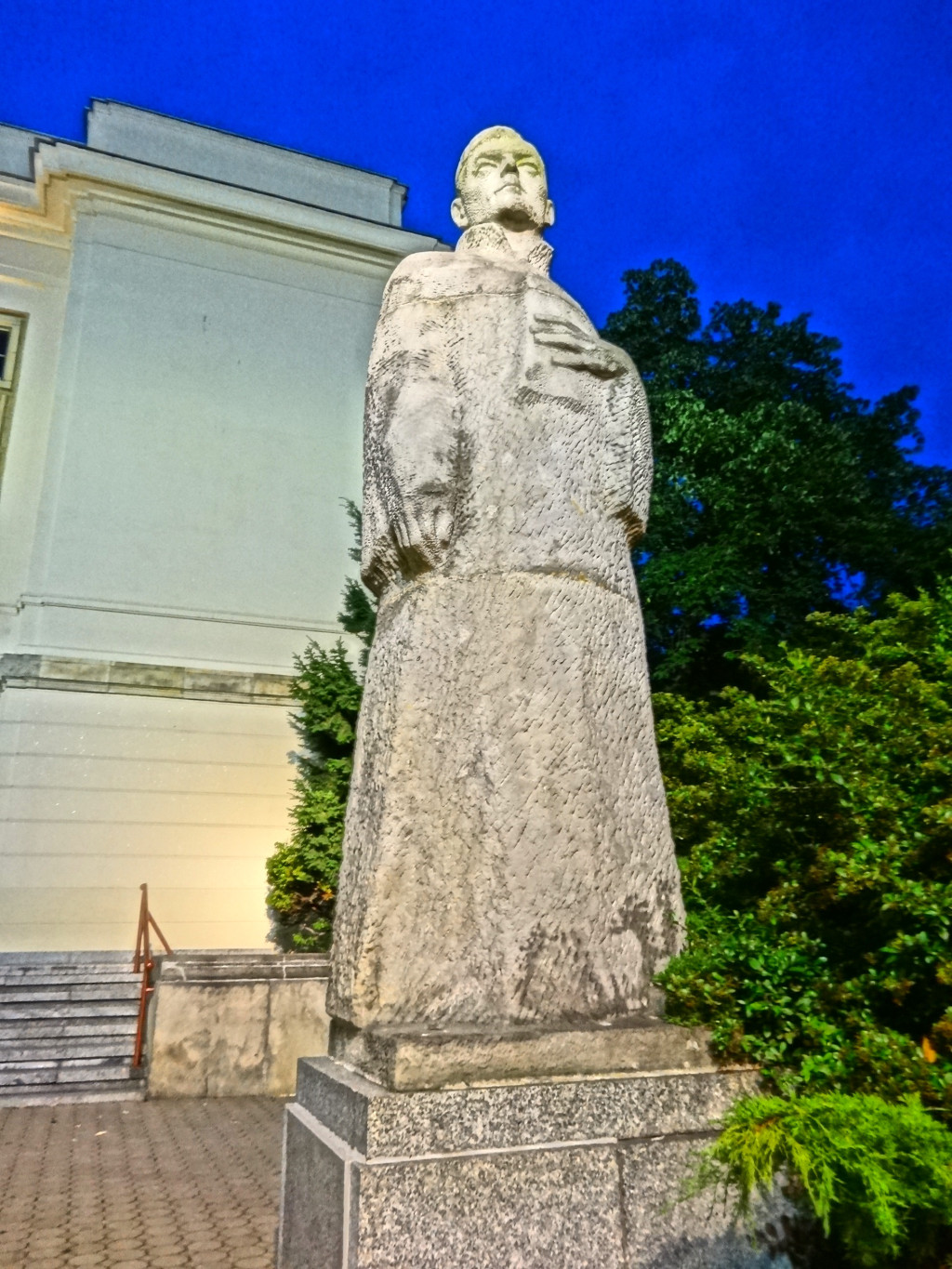
Szymanowski, Ewelina & Henryk Szc817-Siwicka
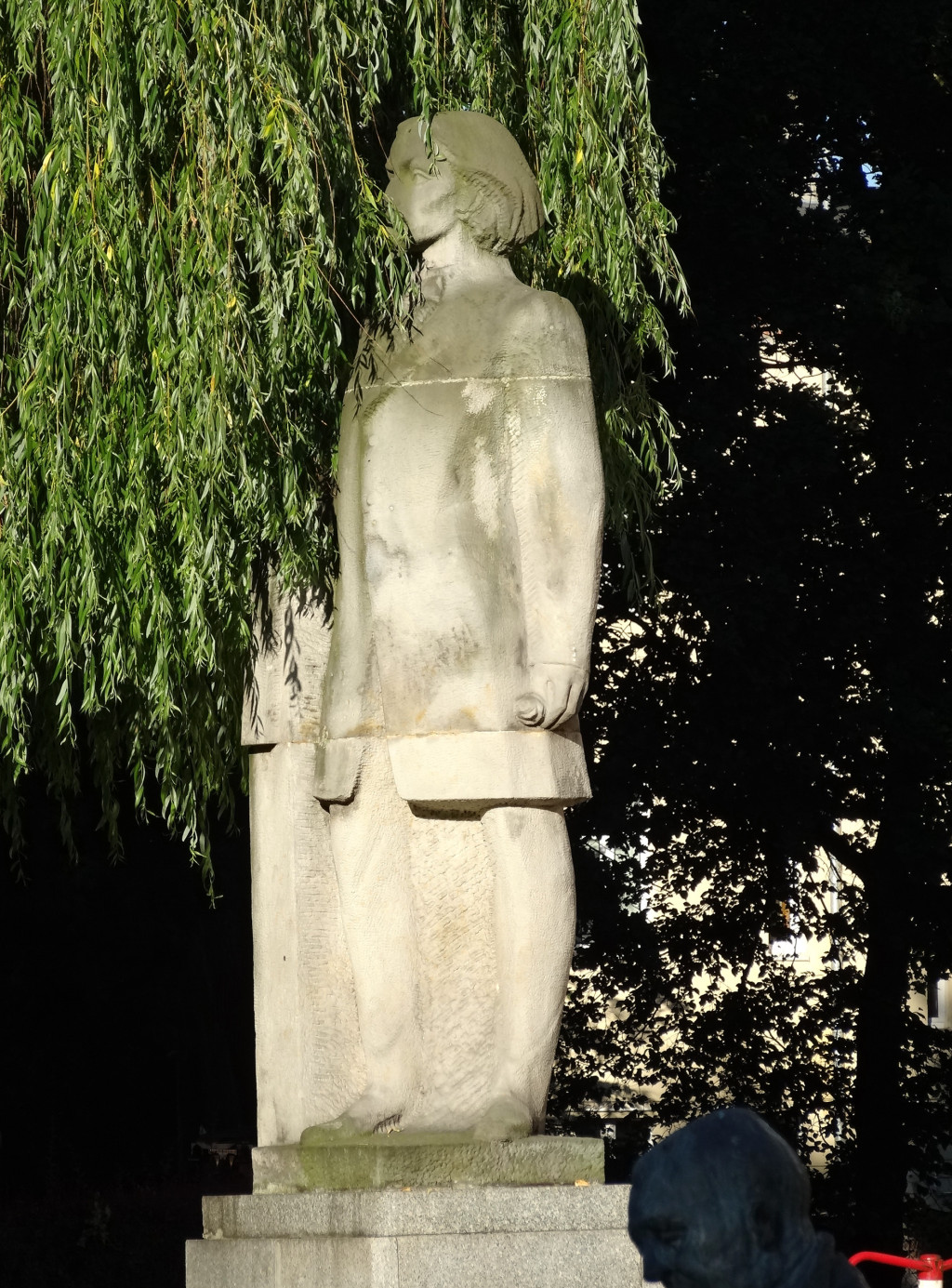
Wieniawski, Ewelina & Henryk Szc817-Siwicka
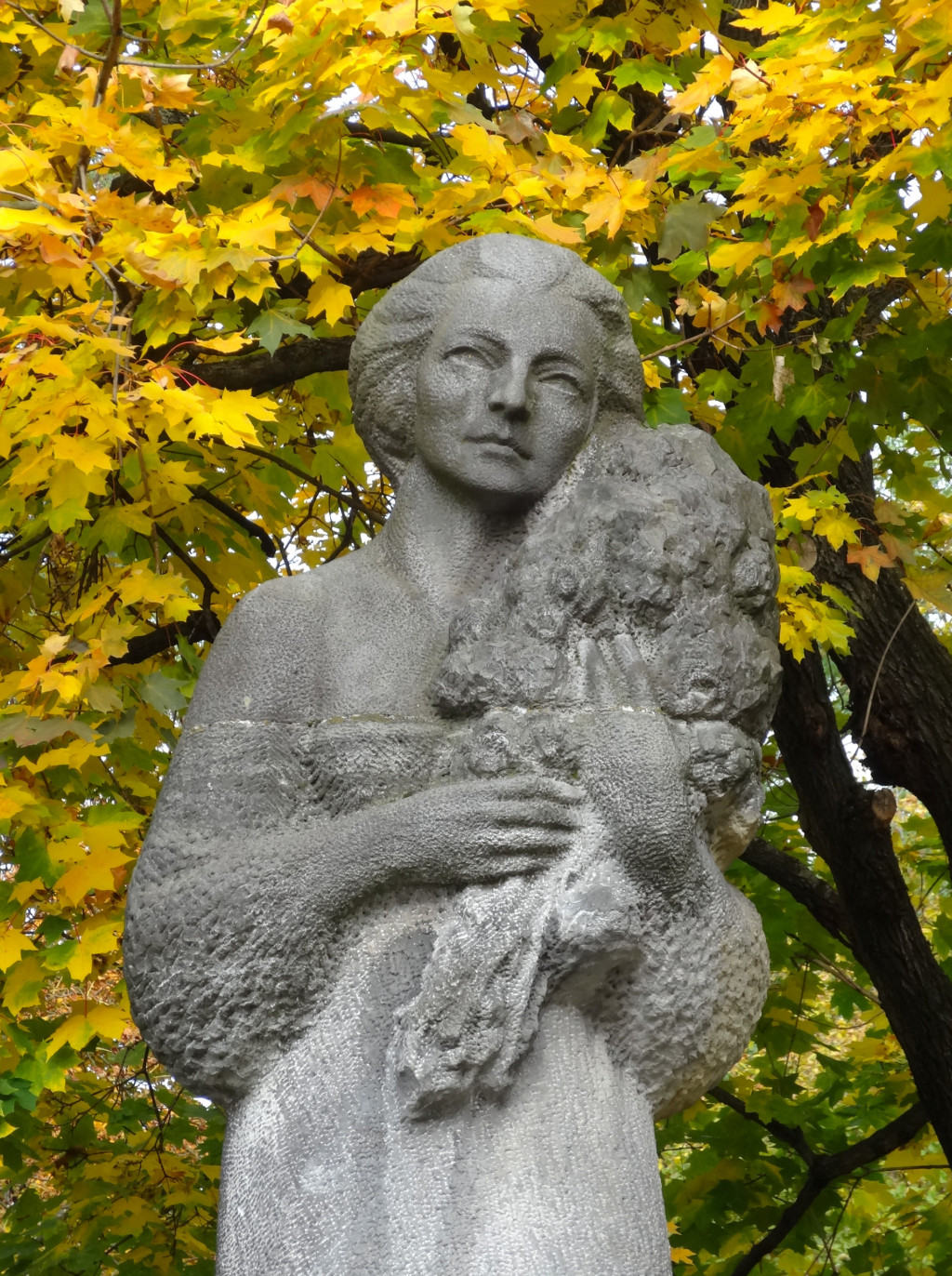
Bacewicz, Ewelina & Henryk Szc817-Siwicka
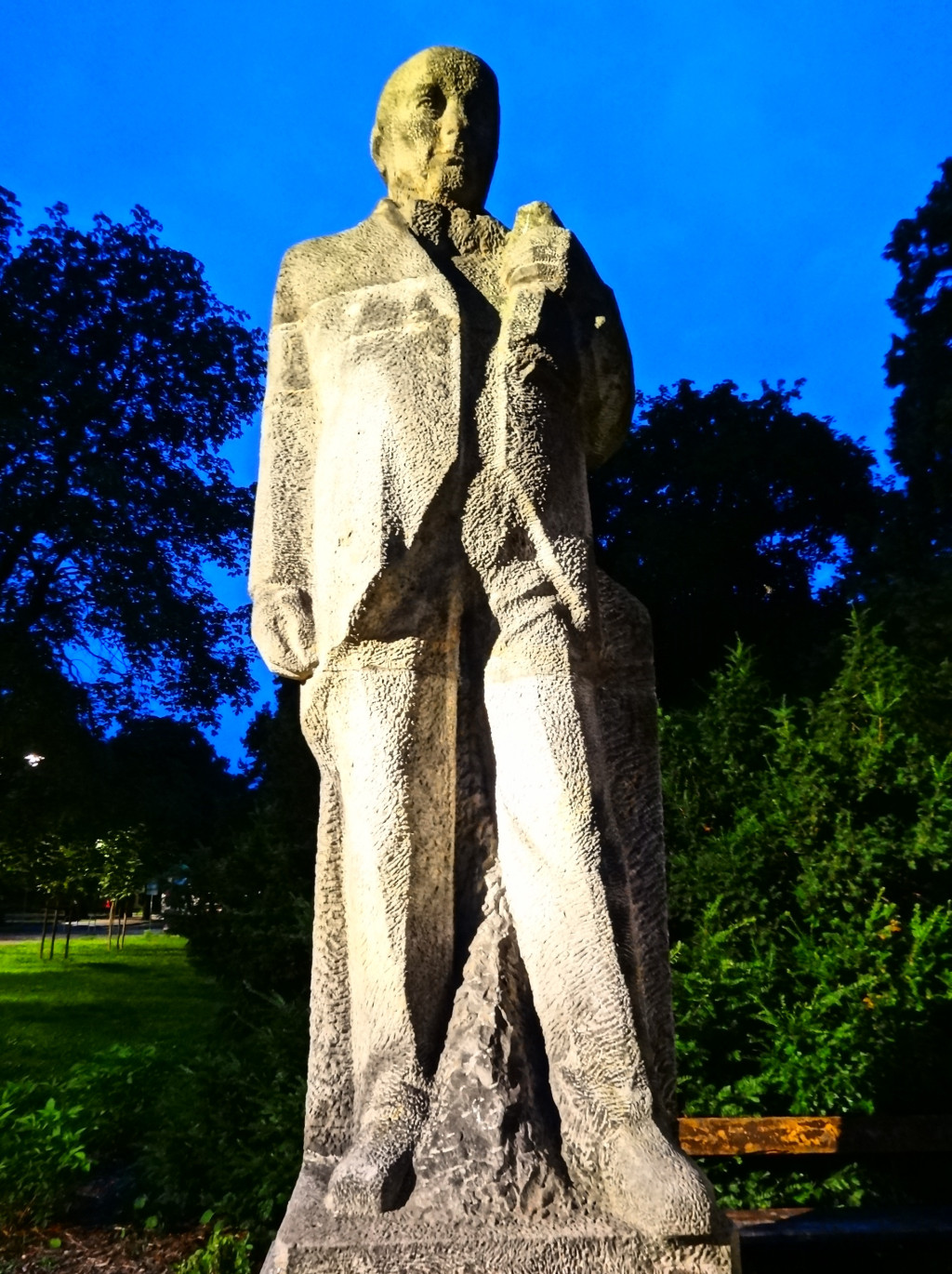
Moniuszko, Marcold
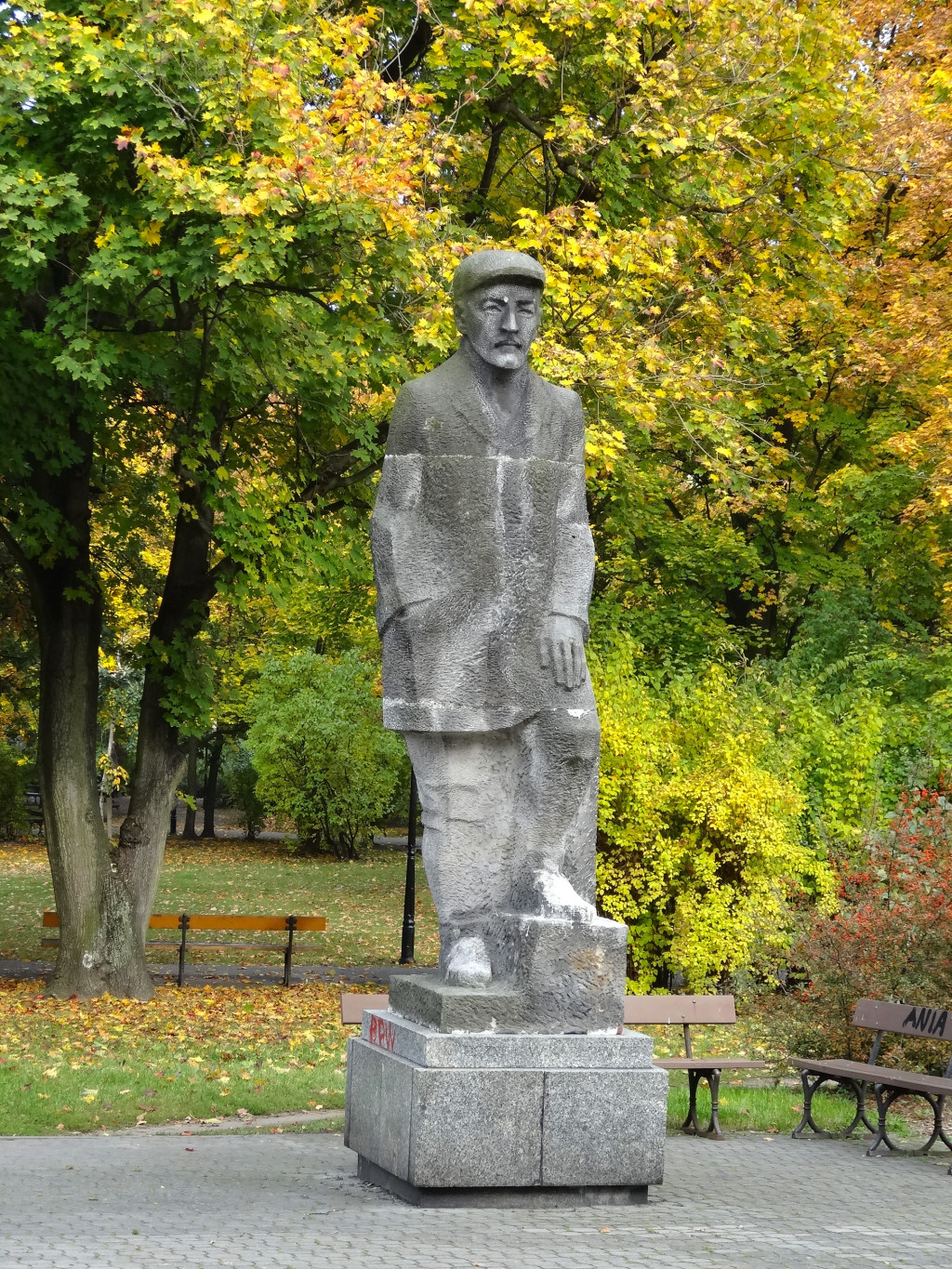
Karłowicz, Henryk Rasmus
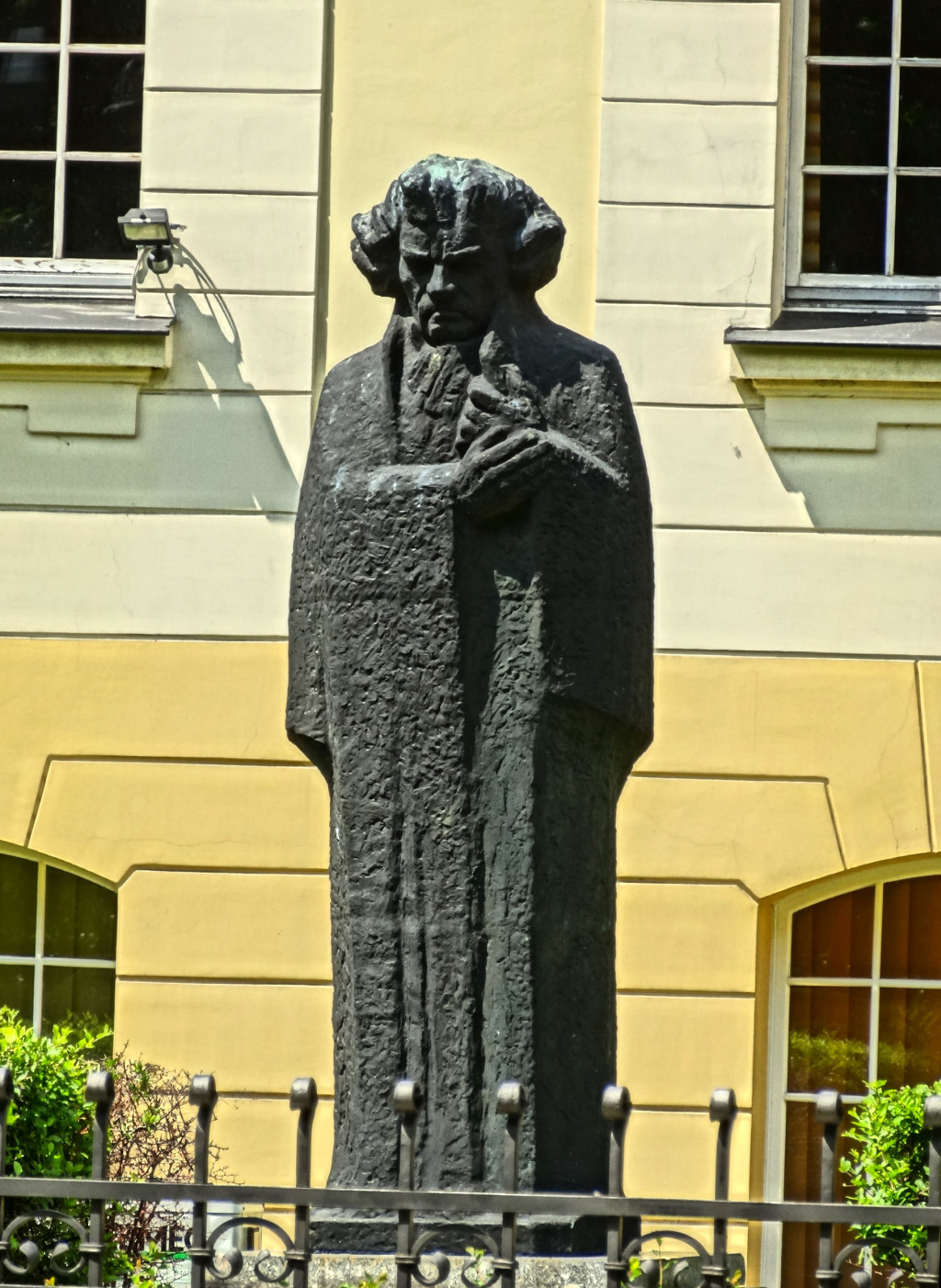
Beethoven, Marcold Marciniak
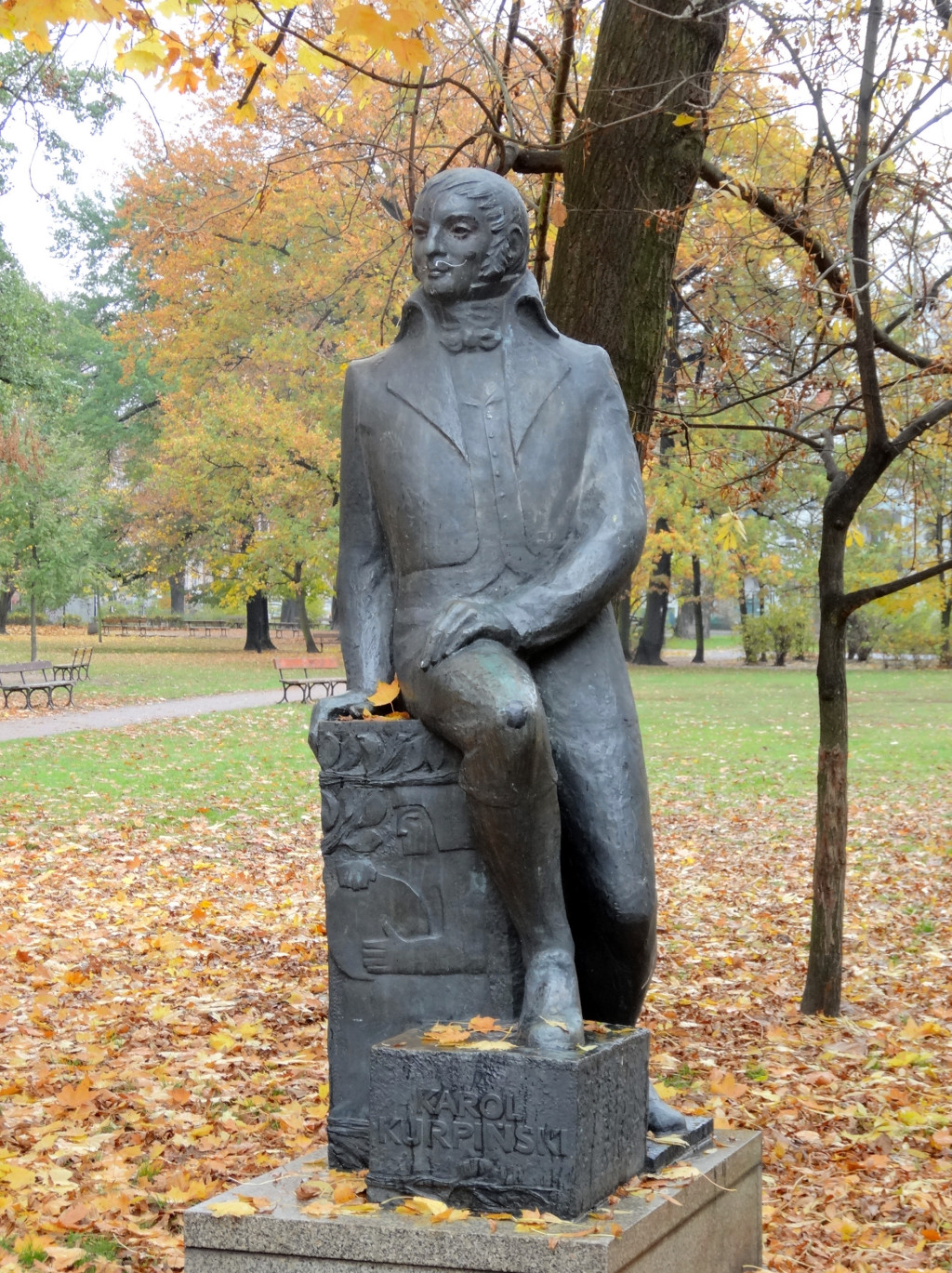
Kurpiński, Ewelina & Henryk Szc817-Siwicka
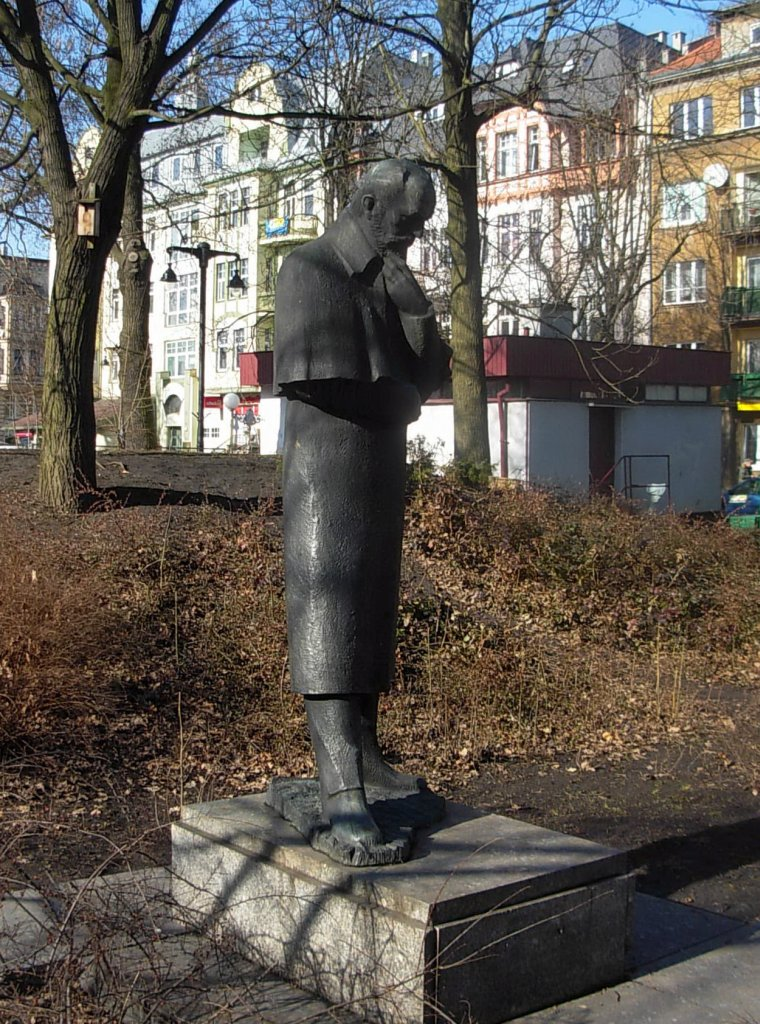
Tchaikovsky, Ewelina & Henryk Szc817-Siwicka
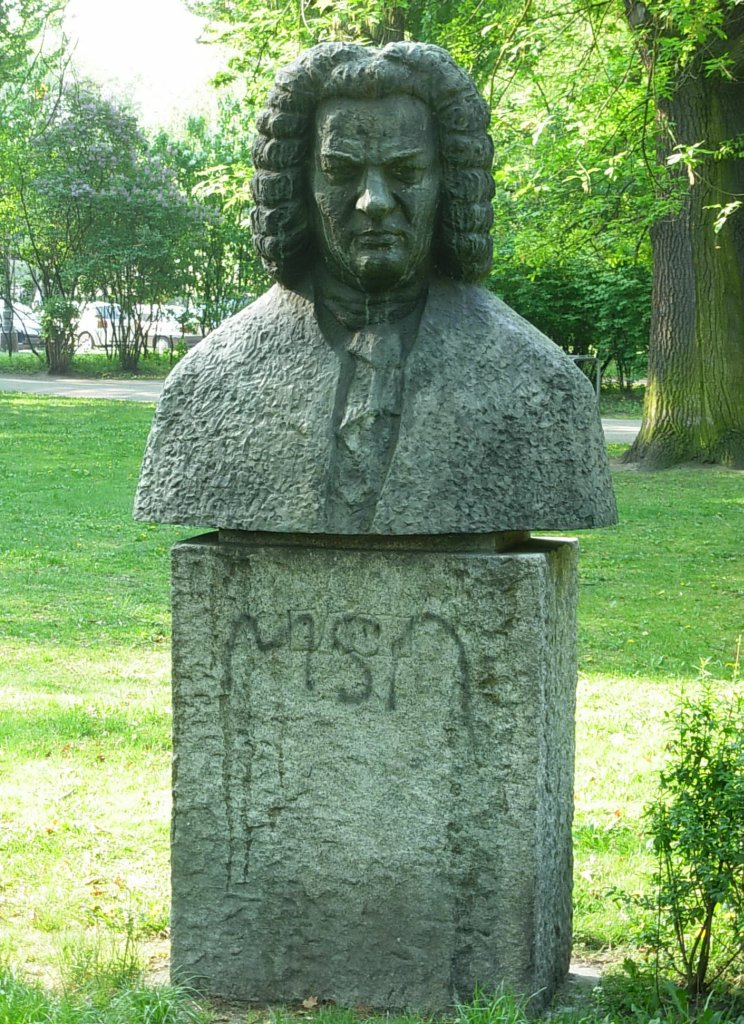
Johann Sebastian Bach, Witold Marciniak
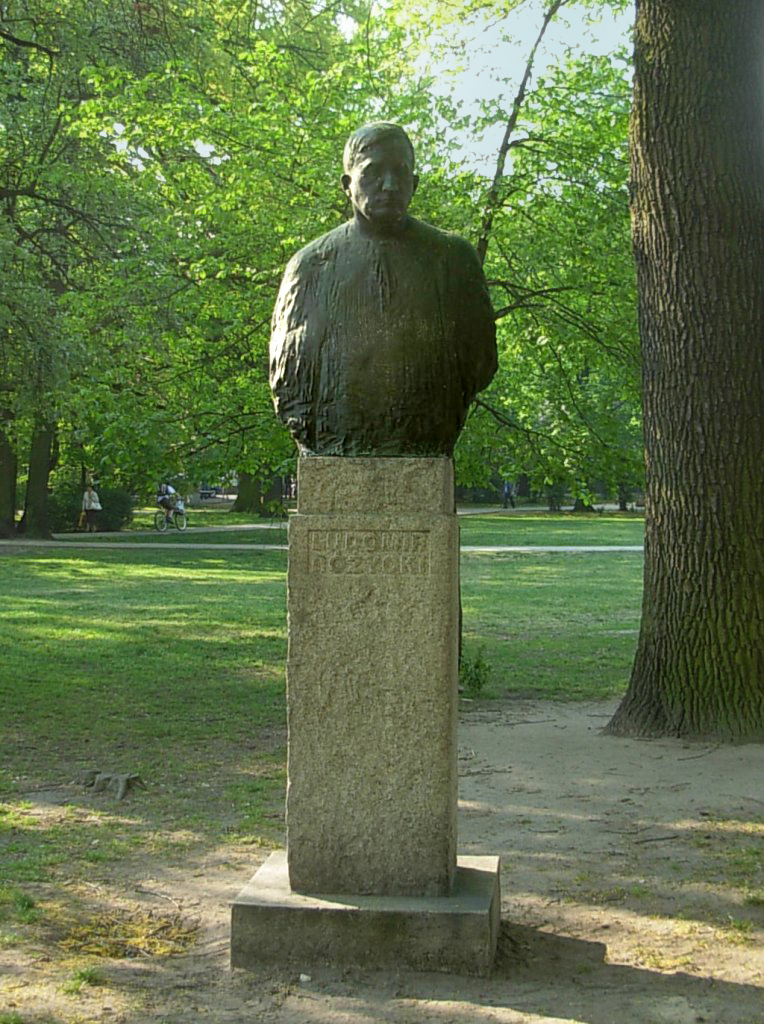
Różycki, thợ hàn Mieczysław
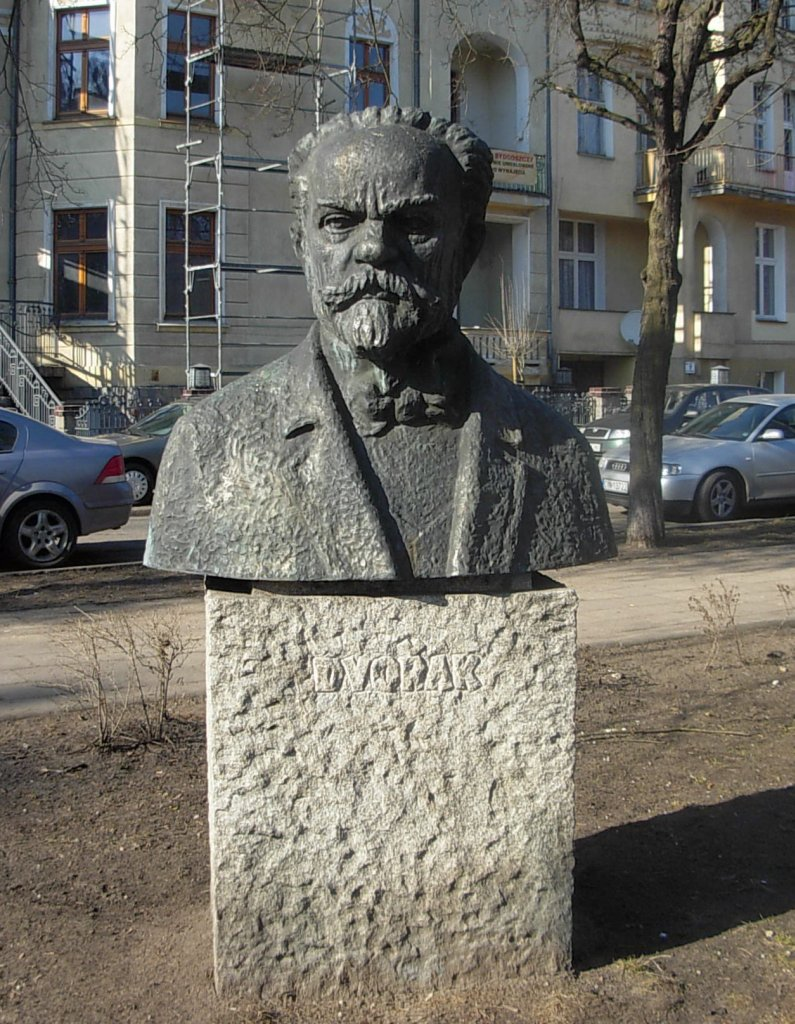
Dvořák, Marcold
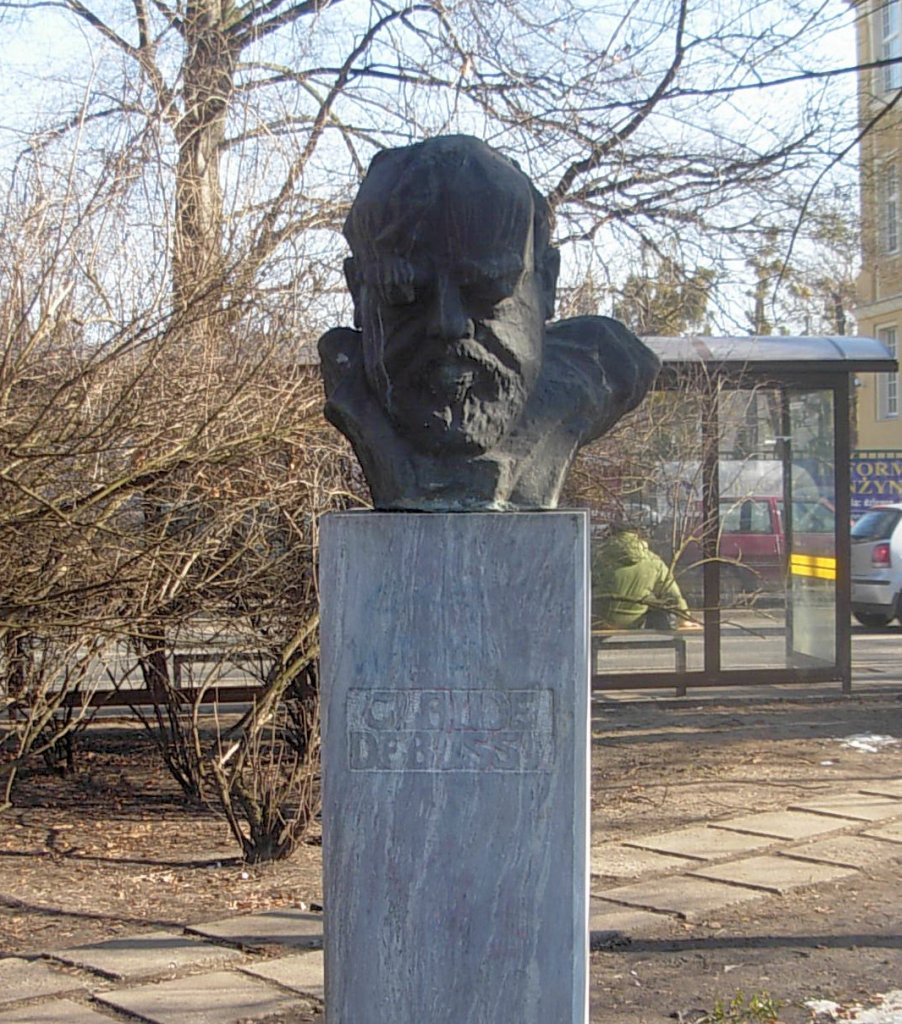
Debussy, Andrzej Kasten
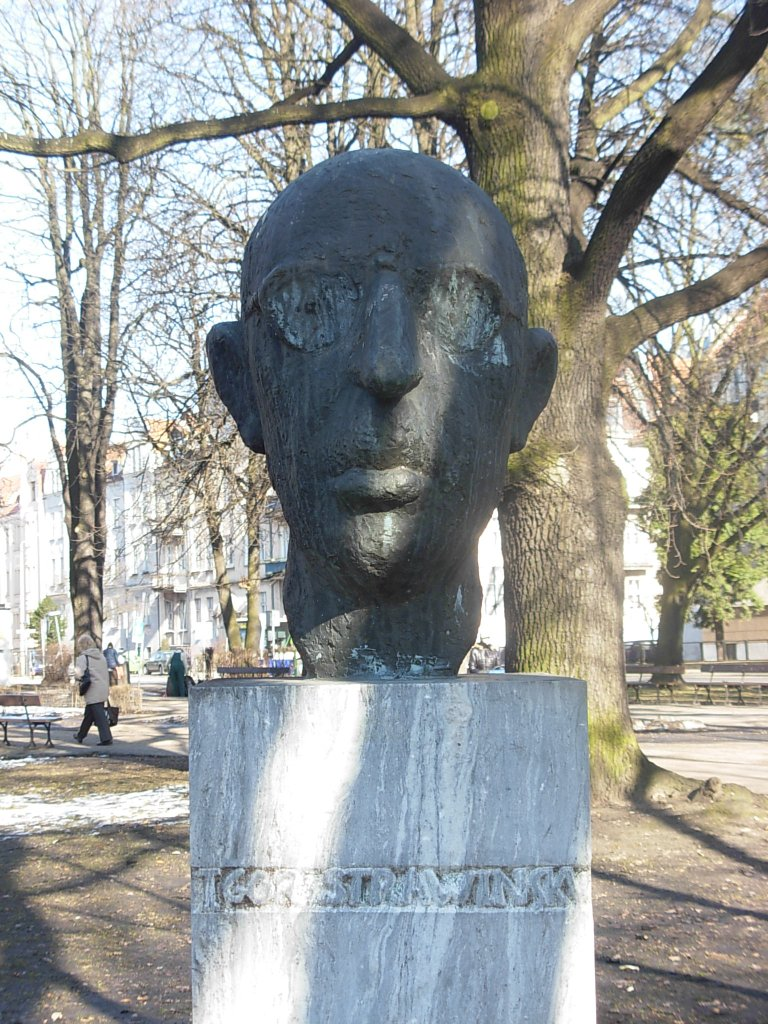
Stravinsky, Barbara Zbrożyna
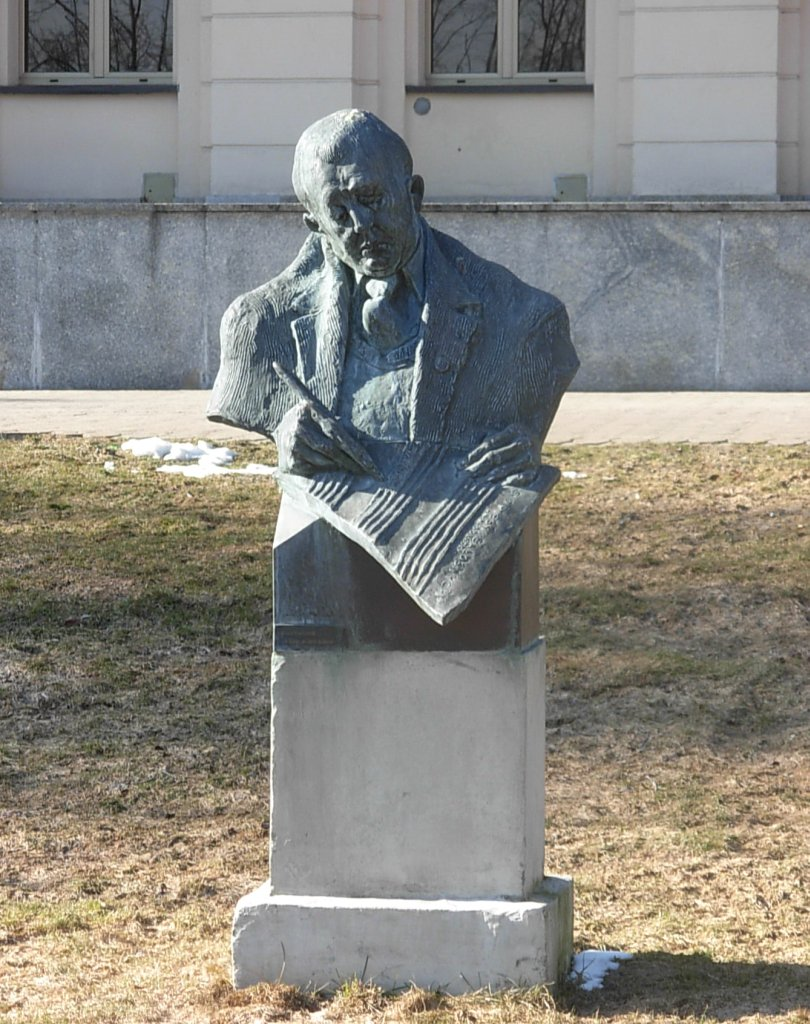
Henryk Mikołaj Górecki, Ryszard Wojciechowski

## Loài
Di tích tự nhiên Ba Lan tại Công viên Jan Kochanowski và khuôn viên xung quanh 
| STT | Kiểu          | Vị trí                                     | Số cây | Ghi chú                                |
| 1.  | Italian Alder | Phần phía nam của công viên                | 2      | Đường kính thân: 172 và 145 cm         |
| 2.  | Cây dương đen | Trung tâm công viên                        | 2      | Đường kính thân cây: 421 và 510 cm     |
| 3.  | Gỗ sồi Anh    | Trung tâm công viên                        | 2      | Đường kính thân: 322 và 344 cm         |
| 4.  | Hạt dẻ đỏ     | Xung quanh tòa nhà Pomeranian Philharmonic | 6      | Đường kính thân cây: từ 170 đến 234 cm |
| 5.  | Táo gai Anh   | Tại đường Kołłątaja 4                      | 1      | Đường kính thân cây: 176 cm            |
| 6.  | Gỗ sồi Anh    | Trung tâm công viên                        | 2      |                                        |
| 7   | Gỗ sồi Anh    | Trong cả công viên                         | 6      | Đường kính thân: từ 270 đến 312 cm     |

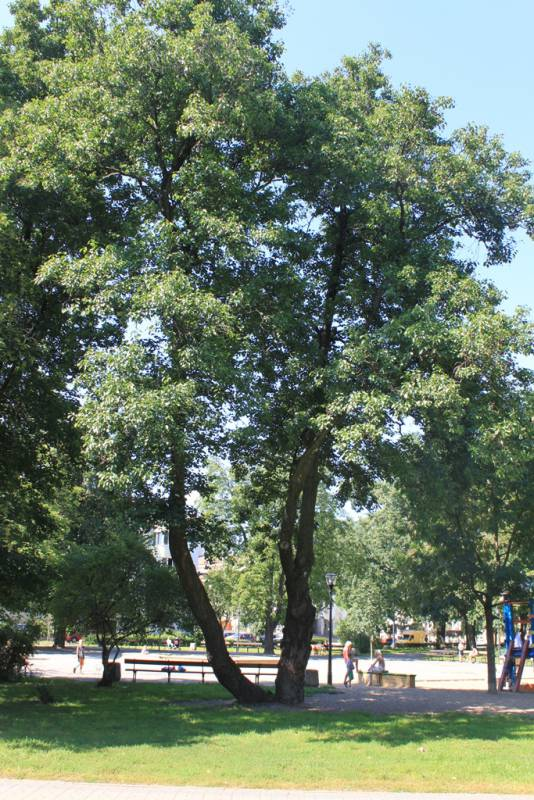
Cây trong công viên
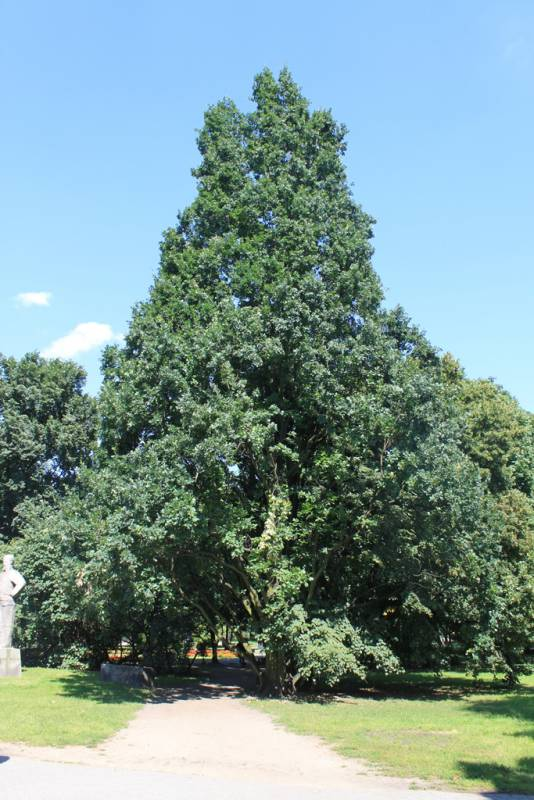
Gỗ sồi Anh
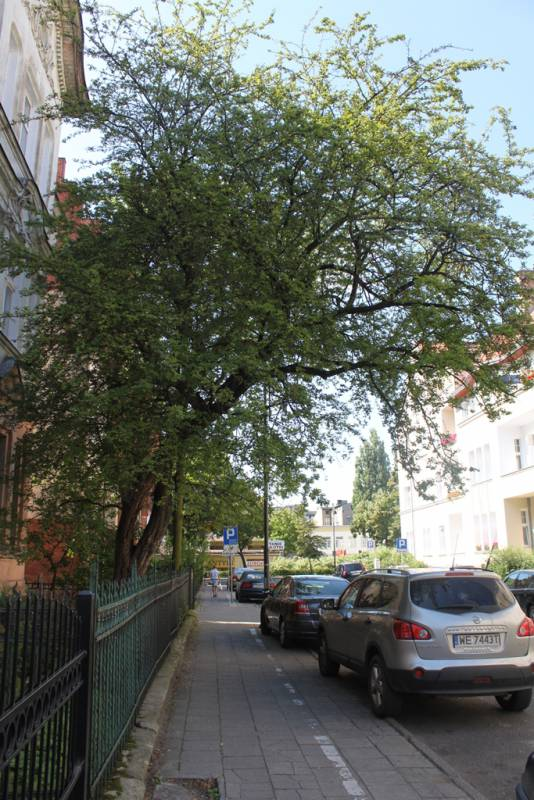
Cây xung quang khuôn viên

## Hình ảnh

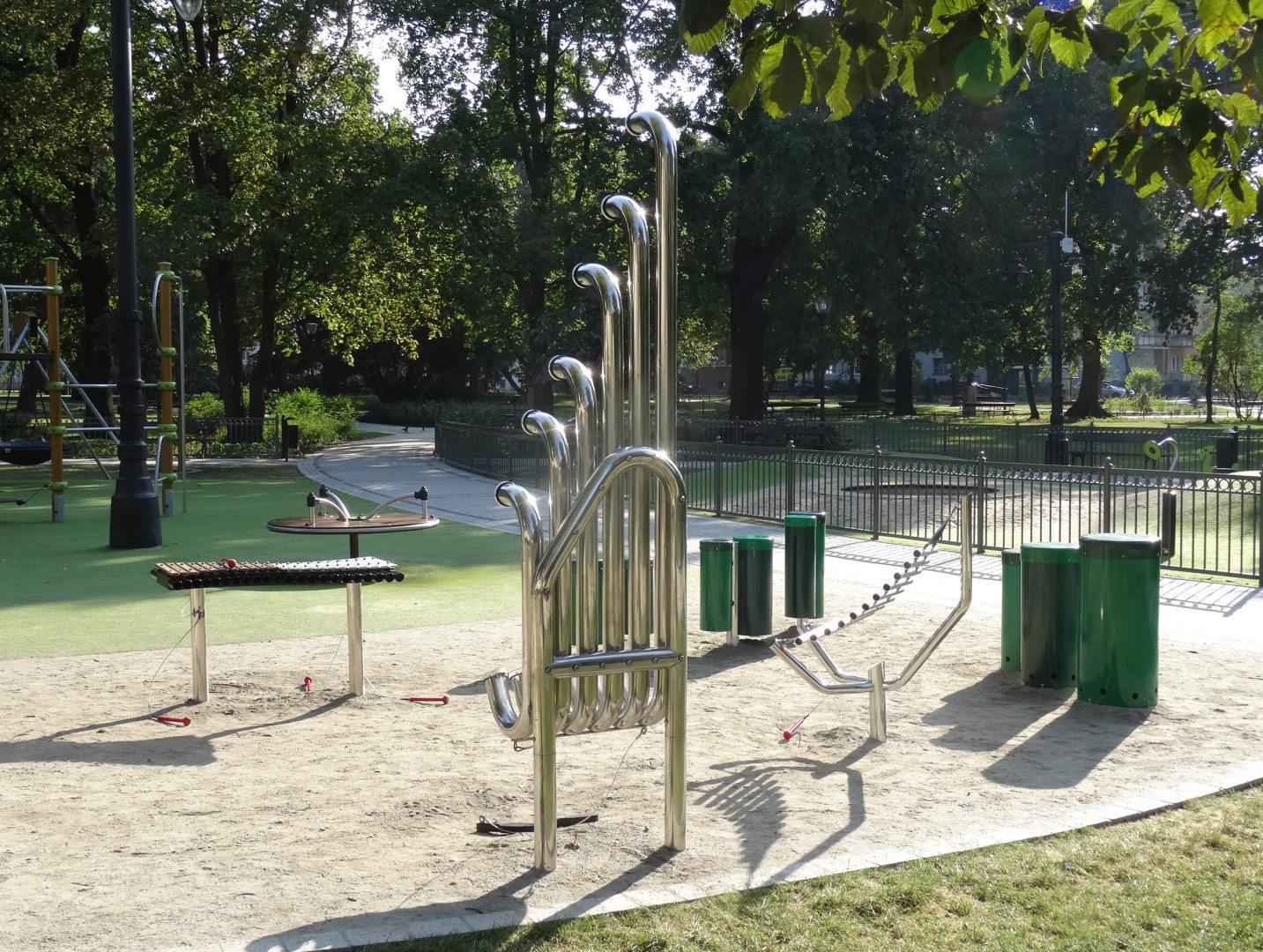
Sân chơi trẻ em với các nhạc cụ ngoài trời
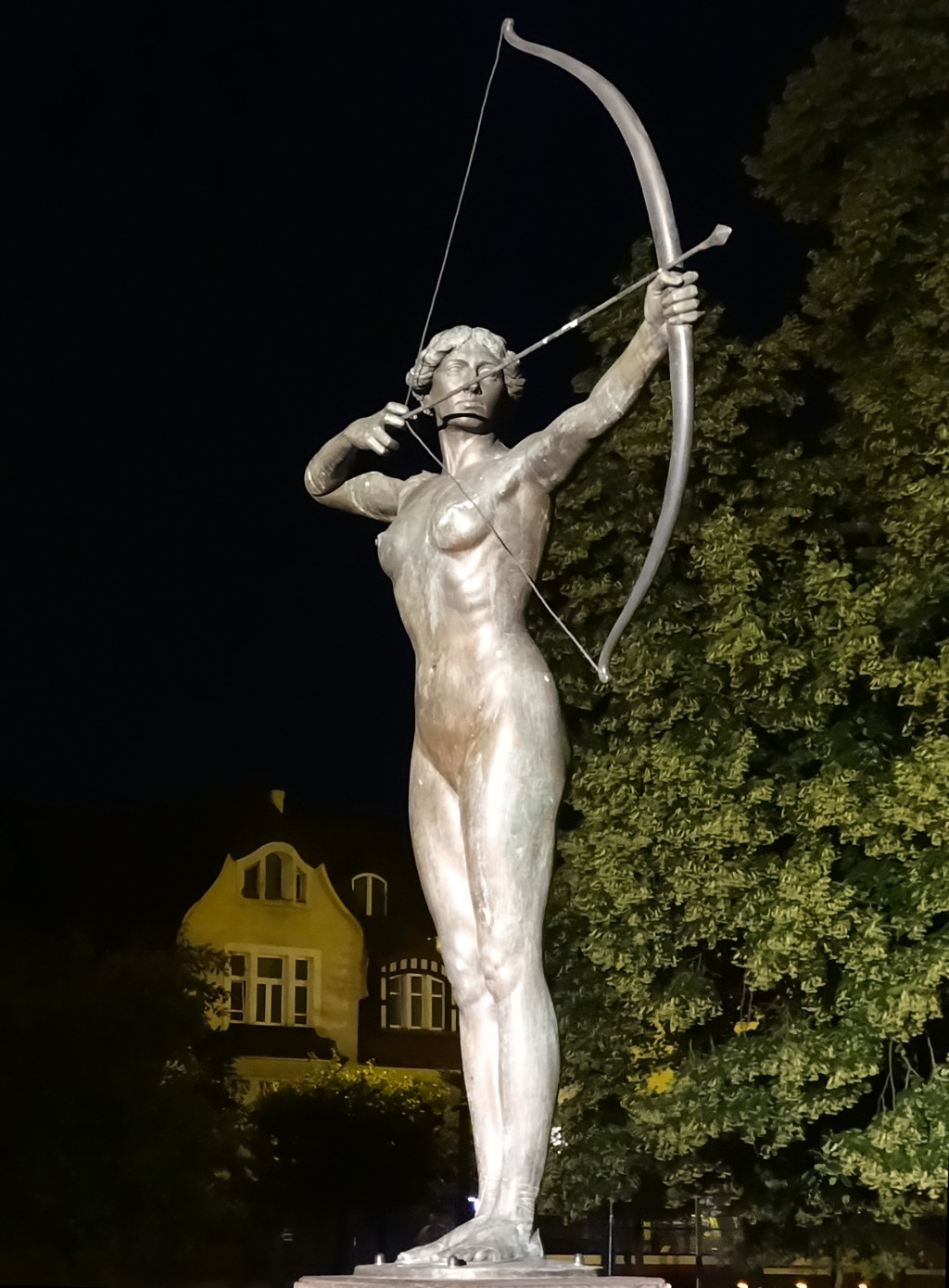
"Cung thủ" vào ban đêm
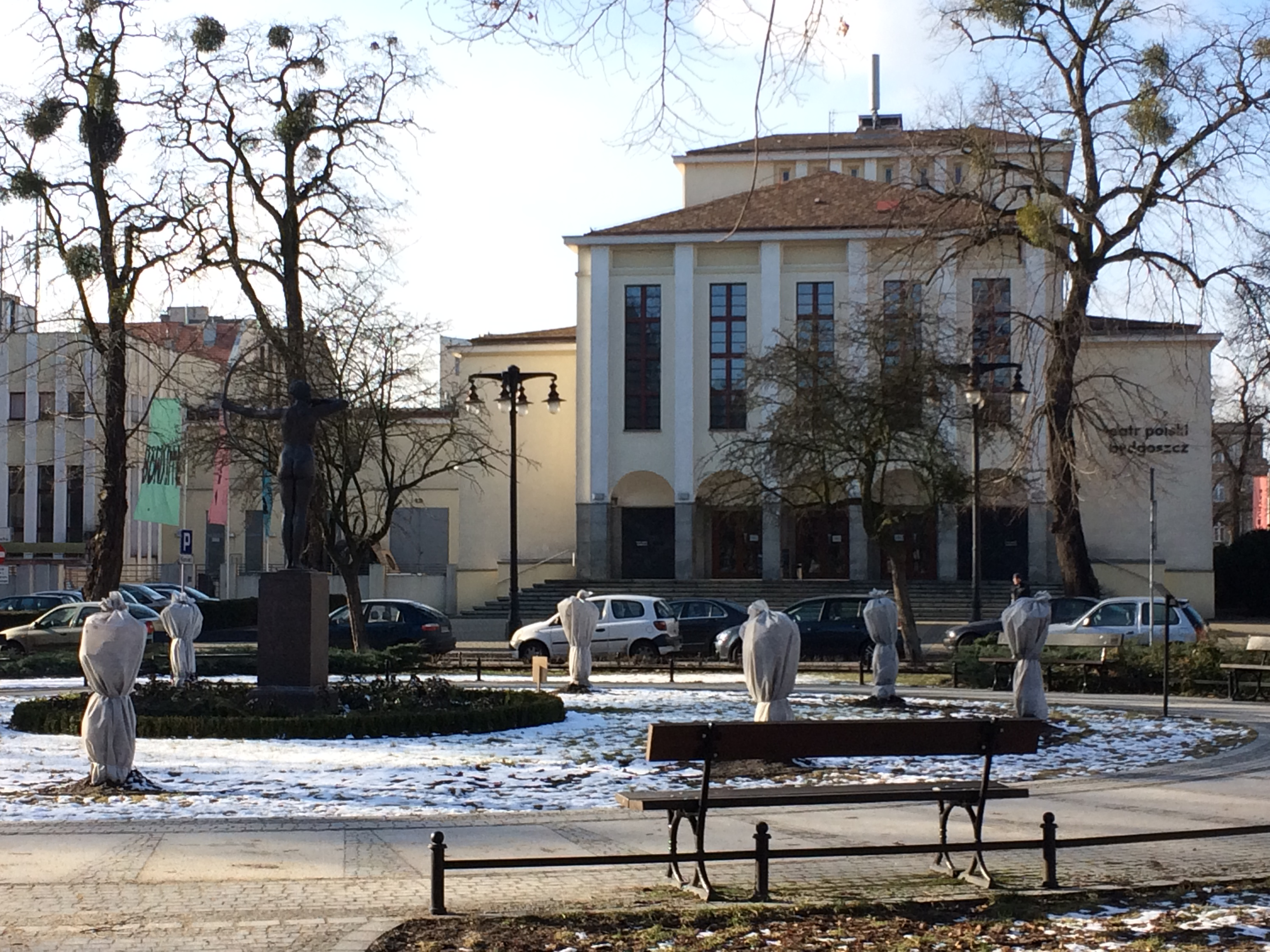
Vào mùa đông, nhà hát Ba Lan phía sau
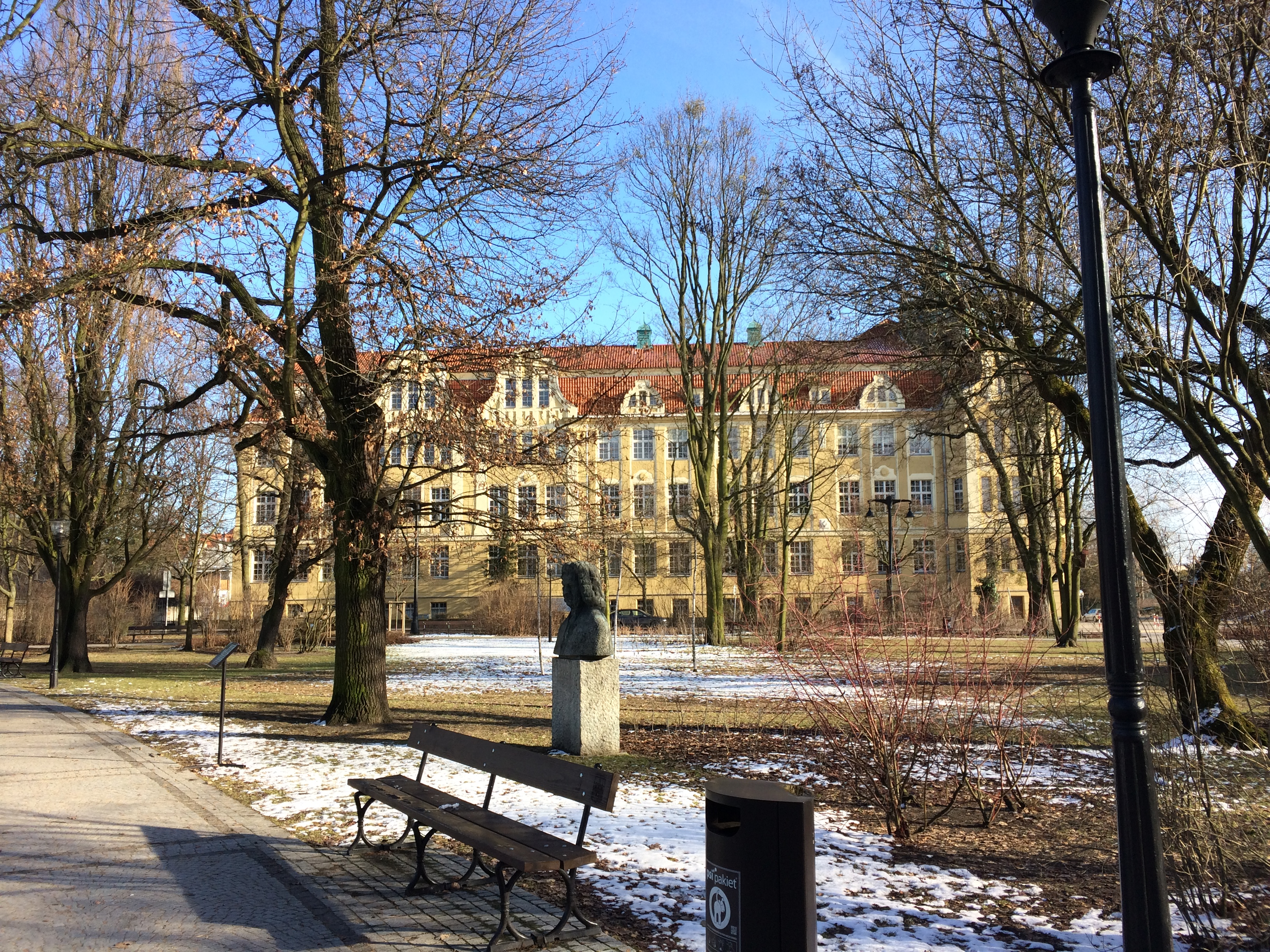
Bức tượng bán thân của Bach với tòa nhà Copernicanum
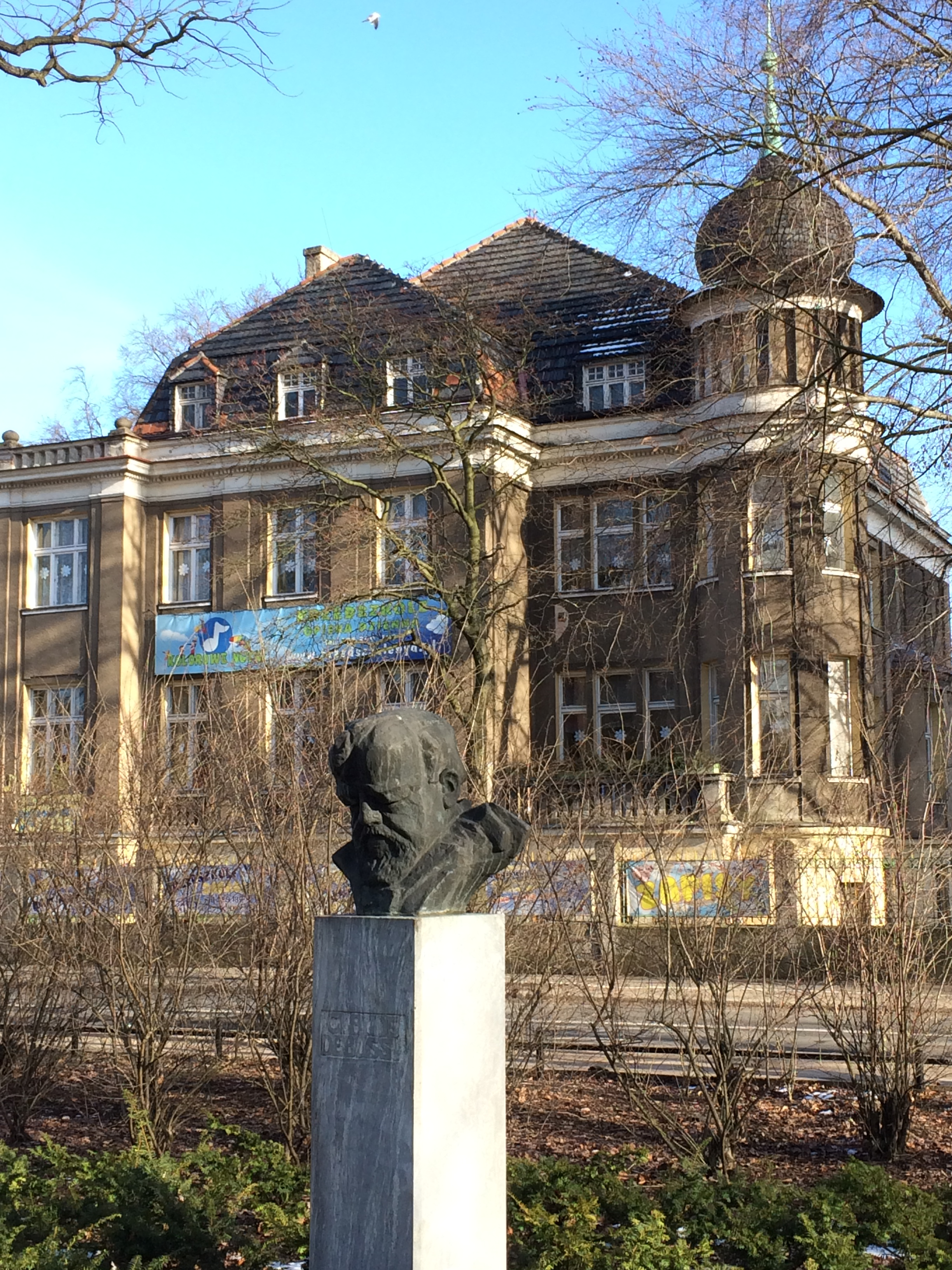
Bức tượng bán thân của Debussy với đường phố Ignacego Paderewskiego
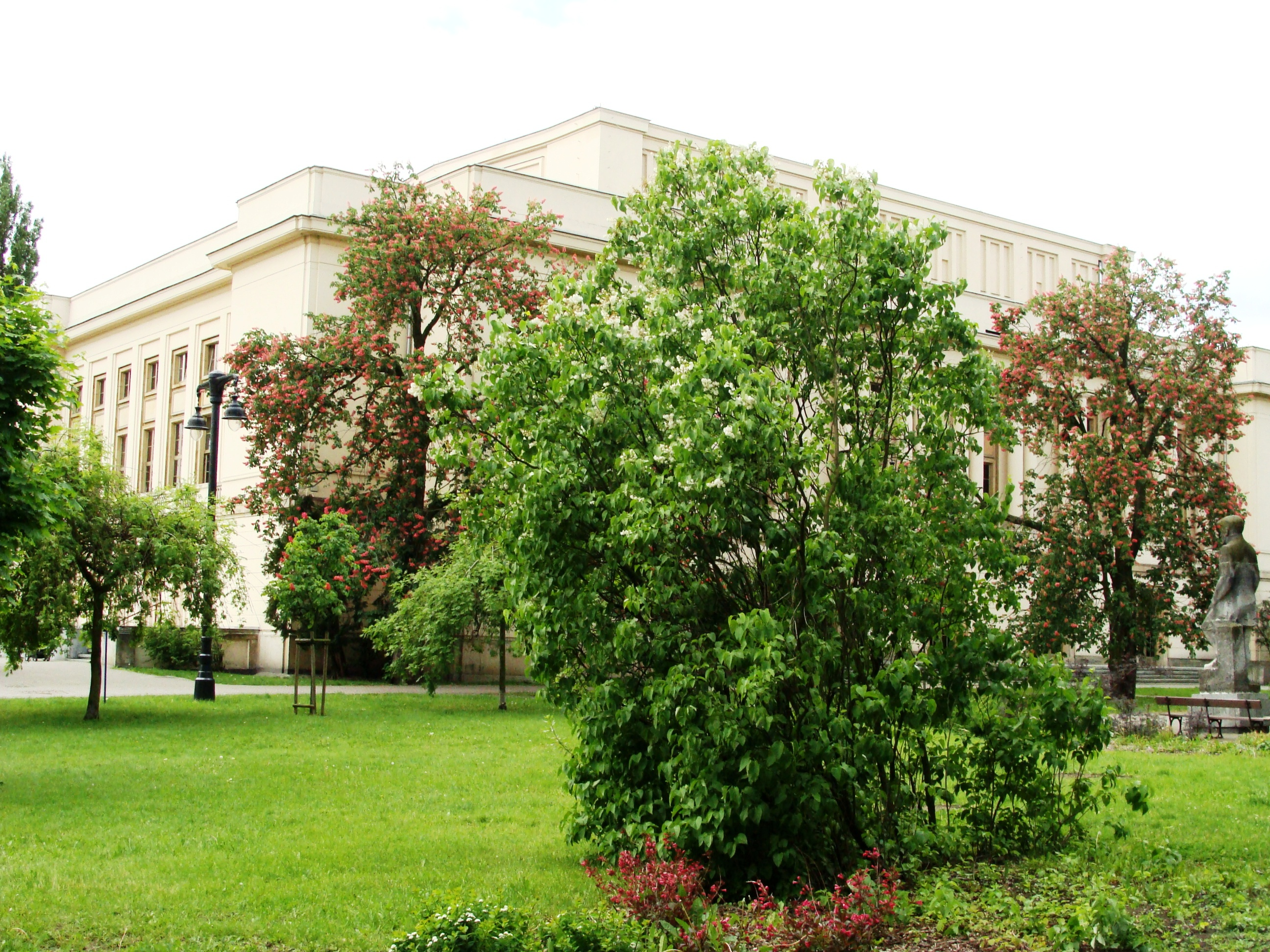
Quang cảnh tòa nhà Pomeranian Philarmonic
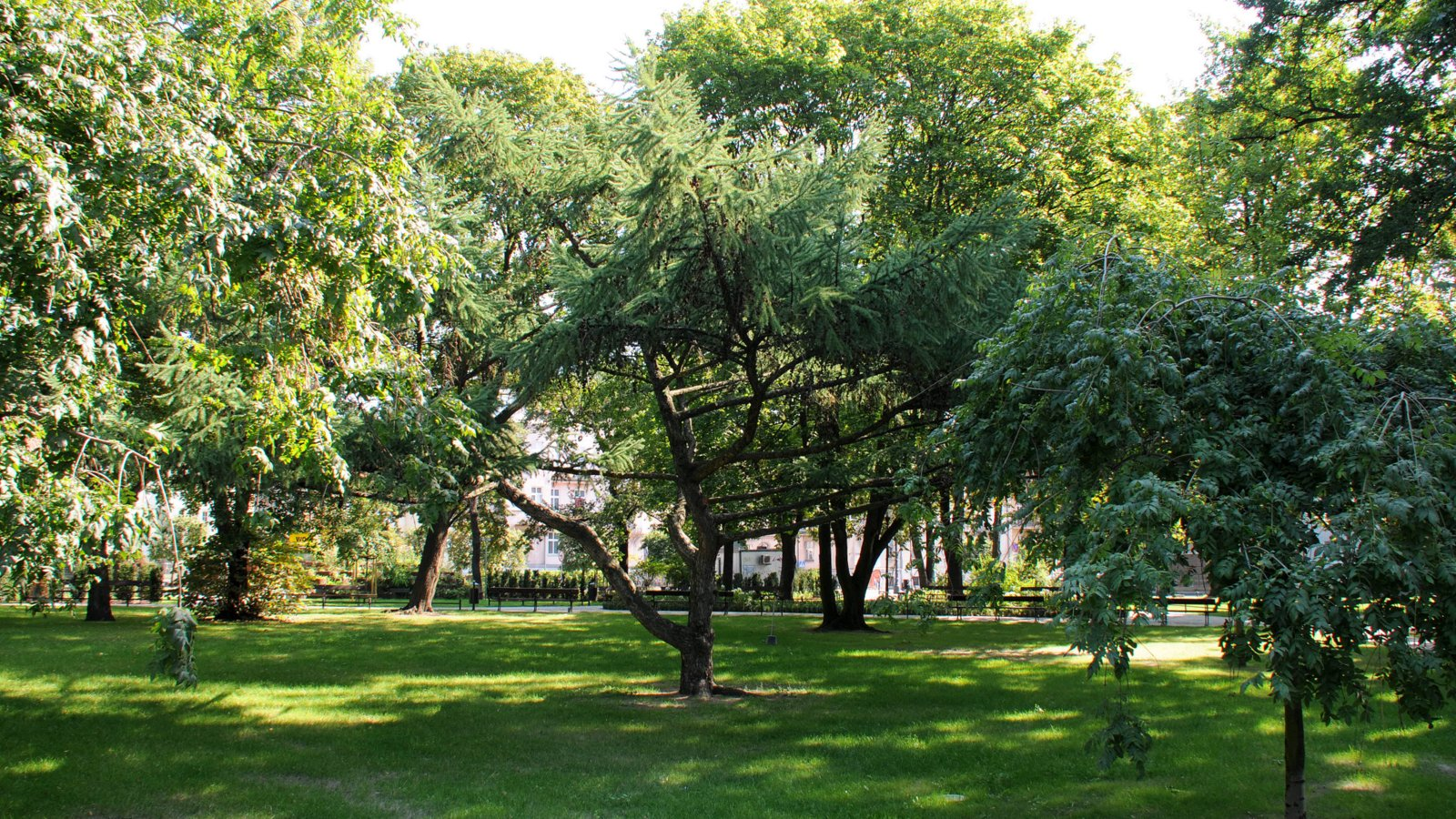
Quang cảnh công viên mùa hè